# Сільське господарство Росії
Сільське господарство Росії з 2000-х років є однією з найбільш активно і успішно розвиваючих галузей російської економіки. Сільське господарство в країні не тільки вкрай вигідне і рентабельне, але і практично повністю забезпечує продовольчу безпеку Росії, а також дозволяє експортувати значні обсяги сільгосппродукції за кордон.
Частка сільського господарства у ВВП Росії становить 4,7 % (2009 р.). Обсяг валової доданої вартості в сільському господарстві, мисливстві та лісовому господарстві Росії становить 1,53 трлн руб (2009 р.). Частка зайнятих у сільському господарстві — 10 % (2008 р.).
У 2013 році обсяг виробництва в сільському господарстві склав 3,79 трлн рублів (близько 90 % від рівня 1990 року), з яких продукція рослинництва — 53 %, тваринництва — 47 %. Крім того, підвищилася якість продукції в низці областей, а також знизилися втрати при зберіганні, транспортуванні та реалізації продукції. Сільське господарство в Росії продовжує досить динамічно зростати.
У 2015 році Россельхозбанк запустив масштабний інформаційний проект «Зроблено в Росії». Проект створений для поширення інформації про етапи становлення сільського господарства та агробізнесу в цілому.
За підсумками 2015 року сільське господарство стало сектором-лідером по зростанню виробництва — виробництво сільгосппродукції збільшилась на 3,5 %. За 3-4 роки Росія скоротила витрати на закупівлі продуктів харчування за кордоном майже в 2 рази: з 42-44 мільярди доларів до 23-24 мільярда в 2015 році. За 10 років Росія збільшила експорт продукції в 6 разів — з 3 млрд доларів в 2005 році до 20 млрд за підсумками 2015 року.

## Історія

### До 1918 року
У дореволюційній Росії зернове господарство було головною галуззю сільського господарства. Посіви зернових становили 88,6 % всіх посівів. Валове виробництво за 1901—1900 досягало в середньому близько 4 мільярдів рублів при всій продукції рільництва в 5 мільярдів рублів. Зерно було основною експортною статтею Росії. Так, в 1913 році питома вага зернової продукції становила 47 % від усього експорту і 57 % від експорту сільгосппродукції. На експорт йшло більше половини всього товарного зерна (1876—1888 — 42,8 %, 1911-1913- 51 %). У 1909—1913 зерновий експорт досяг максимальних розмірів — 11,9 млн т всіх зернових, з яких 4,2 млн т пшениці і 3,7 млн.т ячменю. 25 % експорту давала Кубань. На світовому ринку зерновий експорт з Росії становив до 28,1 % усього світового експорту. При загальній посівній площі в приблизно 80 млн га (105 млн га в 1913 році) врожайність зернових, проте, була однією з найнижчих в світі. Основним товарним виробником зерна (понад 70 %) були поміщики і заможні селяни, частка основної маси селянства (15-16 млн індивідуальних селянських господарств) в товарній продукції була близько 28 % при рівні товарності близько 15 % (47 % у поміщик ів і 34 % у заможних селян). Енергетичні потужності сільського господарства становили 23,9 млн л. с. (1 л. с. = 0736 квт), з них механічні тільки 0,2 млн л. с. (Менше 1 %). Енергоозброєність селянських господарств не перевищувала 0,5 л. с. (На 1 працівника), енергозабезпеченість — 20 л. с. (На 100 га посівів). Майже всі сільськогосподарські роботи проводилися вручну або за допомогою живої тяги. У 1910 в розпорядженні селянських господарств було 7,8 млн сіх і козуль, 2,2 млн дерев'яних і 4,2 млн залізних плуг ів, 17,7 млн дерев'яних борін. Мінеральних добрив (переважно імпортних) припадало не більше 1,6 кг на гектар посіву (в поміщицьких і куркульських господарствах). Сільське господарство велося екстенсивними методами; (. С/р урожай зернових в 1909-18 — близько 7,4 ц / га, середньорічний удій молока від корови — близько 1000 кг) продуктивність землеробства і тваринництва була низькою. Відсталість сільського господарства, його повна залежність від природних умов служили причиною частих неврожаїв, масової загибелі худоби; в неврожайні роки голод охоплював мільйони селянських господарств.
Сільське господарство країни було підірвано Першої світової і громадянської війнами. За даними Всеросійського сільськогосподарського перепису 1917 року, працездатне чоловіче населення в селі зменшилося в порівнянні з 1914 р на 47,4 %; поголів'я коней — головною тяглової сили — з 20,9 млн до 12,8 млн. Скоротилися поголів'я худоби, посівні площі, знизилася врожайність сільськогосподарських культур. У країні почалася продовольча криза.

### Радянський період
У 1923 році посіви зернових становили 63,9 млн га. У 1927 році загальна посівна площа склала 112,4 млн га. Середня врожайність зернових культур за 1924—1928 роки склала 7,5 ц/га.
У грудні 1927 року на XV з'їзді ВКП (б) був проголошений курс на колективізацію сільського господарства. До 1938 року було коллективизировано 93 % селянських господарств і 99,1 % посівної площі. Енергетичні потужності сільського господарства збільшилися за 1928-40 з 21,3 млн л. с. до 47,5 млн; в розрахунку на 1 працівника — з 0,4 до 1,5 л. с, на 100 га посівів. — з 19 до 32 л. с. Впровадження сільськогосподарської техніки, збільшення числа кваліфікованих кадрів забезпечили суттєве зростання виробництва основних сільськогосподарських продуктів. У 1940 валова продукція сільського господарства зросла в порівнянні з 1913 р на 41 %; підвищилися врожайність сільськогосподарських культур, продуктивність сільськогосподарських тварин. Основними виробничими одиницями сільського господарства стали колгоспи і радгоспи.
У 1986 році в РРФСР було зібрано 30,9 млн тонн цукрового буряка, 43,5 млн тонн картоплі, 3,0 млн тонн соняшнику, 52,6 вироблено млн.тонн молока, 8,9 млн тонн м'яса.

### Після 1991 року
З 1991 по 1999 рік індекс виробництва продукції сільського господарства Росії виріс на 55 %. У 2008 році обсяг випуску сільського господарства Росії склав 87 % від рівня 1990 року, рослинництва — приблизно 130 %, тваринництва — приблизно 100 %. Обсяг кредитів в агропромисловому комплексі Росії склав в 2007 році 615 мільярдів рублів (з них субсидовані кредити — 285 млрд рублів), в 2008 році — 715 мільярдів рублів (з них субсидовані кредити — 310 млрд рублів).
У 2007 році загальний валовий продукт сільського господарства Росії склав 2099,6 млрд руб., З яких на рослинництво (землеробство) 1174,9 млрд доводилося руб. (55,96 %), а на тваринництво — 924,7 млрд руб. (44,04 %). За категоріями виробників найбільше продукції дали особисті підсобні господарства (48,75 % або на суму 1023,6 млрд руб.); на другому місці-с/г організації (колишні колгосп и радгосп и і т. д.), що дали 43,76 % або 918,7 млрд руб.; найменше справили фермерські господарства — 7,49 % або на суму 157,3 млрд руб.

## Умови для ведення сільського господарства
Повним міфом є твердження про те, що через холодний клімат у Росії неможливо створити ефективне сільське господарство.
Однією з причин поширення міфів про неефективність сільського господарства в Росії був провал сільськогосподарського виробництва в 1990-ті роки. Однак на початку 2000-х років в аграрному секторі був наведений порядок, організована видача сільгоспкредитів і тепер сільське господарство є одним з найбільш швидко зростаючих секторів економіки.

### Умови для рослинництва
Росія — це країна з великою площею, розташована в різних кліматичних зонах (від субтропіків в Сочі до арктичних пустель на півночі) і в її південних російських регіонах клімат для сільського господарства в цілому досить сприятливий. У Сочі вирощується чай на Північному Кавказі і навіть на Алтаї вирощується виноград і робиться вино.
На півдні Росії рослинництво є виключно вигідним бізнесом. Так, рентабельність виробництва зерна на Кубані становить 100 %. Хоча на більшій частині території півдня Росії діє континентальний клімат з холодними зимами і жарким літом, це не заважає високій врожайності.
Зими в Росії дійсно холодні, але зате і літо спекотне і дає багато тепла. При цьому весняне танення снігів навіть сприяє родючості ґрунту, а порівняльна рідкість дощів у другій половині літа сприяє збиранню та збереженню врожаю. Більш суттєвою проблемою для російського сільського господарства історично був не зимова, холод, а умови зволоження — на болотистому півночі дуже волого, а на півдні навпаки, занадто сухо, і в цілому на півдні і в центрі країни час від часу трапляються згубні для врожаю посухи. Однак за останні півтораста років такі заходи, як осушення боліт на півночі і висаджування лісосмуг і меліорація на півдні істотно поліпшили сільськогосподарські умови. Що стосується посух, то і з ними частково можна боротися за рахунок меліорації, а високий урожай в непосушливі роки і зроблені на його основі запаси цілком достатні для забезпечення як внутрішніх потреб, так і експорту.
На півдні Європейської Росії і півдні Сибіру зосереджена основна частина світового чорнозему — родючого типу ґрунту. Але і там, де ґрунт менш родючий, землю завжди можна використовувати принаймні для випасу тварин або вирощування кормових культур. При цьому за площею сільськогосподарських земель різного призначення Росія займає одне з перших місць в світі (що не дивно для найбільшої за площею держави), і в умовах низької щільності населення якість земель з надлишком компенсується їхньою кількістю. Основна ж частина невикористовуваних в сільському господарстві земель покрита лісом (найбільшим в світі за сукупною площею) — експорт лісу, лісопереробка і целюлозно-паперова промисловість займають помітне місце в економіці Росії.

### Умови для тваринництва
У північних регіонах Росії також можна з успіхом розвивати ефективні сільськогосподарські підприємства. Це підтверджується як досвідом самої Росії, так і досвідом Фінляндії, Швеції та Канади, сільське господарство яких працює в основному в тих же умовах, що і північна і центральна частини Росії. Запорукою успіху є регіональна сільськогосподарська спеціалізація — якщо в південних регіонах вигідно розвивати зернівництво (особливо вирощувати пшеницю і кукурудзу), то на півночі вигідніше розвивати тваринництво, а також висаджувати менш теплолюбні сорти культурних рослин (жито, ячмінь, овес, картопля, льон).
Сучасні технології тваринництва і птахівництва дозволяють значно згладжувати вплив кліматичного чинника на виробництво — був би корм для тварин і птиці. У сучасному рослинництві урожай багато в чому залежить від доступності штучних добрив, а Росія є одним з найбільших їхніх виробників.

### Ексклюзивна сільгосппродукція
Природні умови Росії сприяють розвитку ряду ексклюзивних виробництв — бджільництва, збору натуральних ягід, трав і грибів. Росія займає перше місце в світі по збору смородини та малини, а також є одним з найбільших виробників меду.
Також Росія відома в усьому світі як виробник і експортер ікри, а річки, озера і моря Росії, особливо далекосхідні, містять значні запаси риби, в тому числі такої унікальної, як, наприклад, байкальський омуль.
На півночі Росії розвинене оленярство — м'ясо оленя є делікатесом і останнім часом робляться зусилля, щоб налагодити його регулярні поставки з оленярських господарств Західного Сибіру.
До числа інших російських делікатесів відносяться:
- морепродукти — балтійські морські їжаки, мурманський гребінець, магаданський трубач, чорноморська устриця, медуза-ропілема;
- риба — петербурзька корюшка, чорноморський анчоус (хамса), архангельський іклач;
- рослинні продукти — березовий луб, папороть, ягоди жимолості, зовнішнє капустяне листя, ялинові шишки;
- гриби — російський чорний трюфель;
- м'ясо — якутська конина, м'ясо дагестанського тура, м'ясо тувинського яка;
- молочні продукти — молоко яка, лосине молоко, оленяче молоко.[7][8][9]

## Рослинництво

### Зернові культури
У Росії знаходиться 10 % всіх орних земель світу, при цьому більш 4/5 ріллі в Росії припадає на Центральне Поволжя, Північний Кавказ, Урал і Західний Сибір.
Росія займає перше місце в світі по виробництву жита, вівса, ячменю, цукрового буряка, соняшнику, гречки.

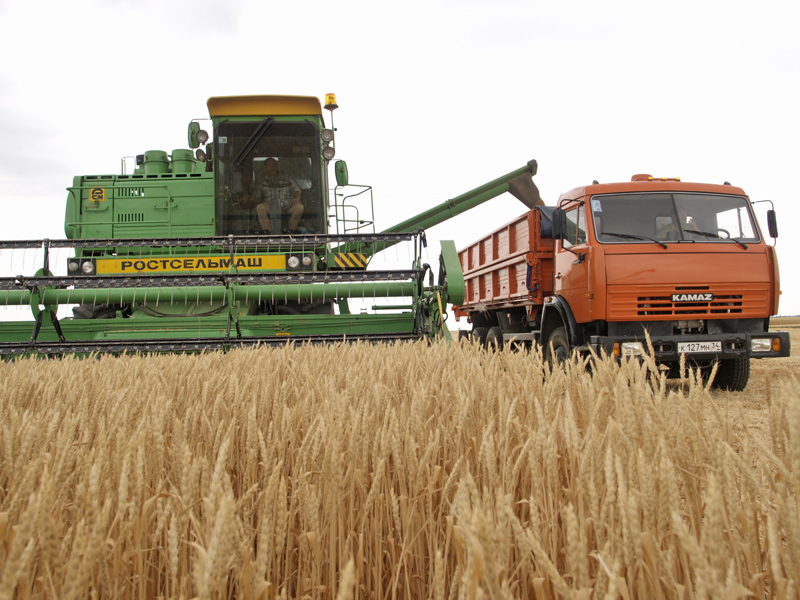
Збір пшениці у Волгоградській області

Росія за станом на 2013 рік займає четверте місце в світі (після Китаю, Індії і США) зі збору пшениці (у окремому 2011 році врожай в Росії перевершив американський, і в цілому відрив США від РФ невеликий).
У 2014 році в Росії зібрано рекордний з 1990 р урожай зернових — понад 110 млн тонн (до доопрацювання). У 2015 році в Росії валовий збір зернових і зернобобових культур за попередніми даними становив 104,3 млн тонн зерна у вазі після доробки (в 2014 році аналогічний показник склав 105,3 млн т) при врожайності 23,6 центнера з гектара (в 2014 році — 24,1 ц / га). Найбільше було зібрано пшениці — 61,8 млн тонн (у 2014 році — 59,7 млн тонн).
У 2015 році був отриманий рекордний валовий збір кукурудзи на зерно — 12,7 млн тонн (на 53,8 % більше, ніж в середньому за останні п'ять років, і більше, ніж в 2014 році — 11,3 млн тонн) і рису — 1,11 млн тонн (у 2014 році — 1,05 млн тонн). Завдяки успіхам селекціонерів, що створили холодостійкі сорти рису і пшениці, країна забезпечена власним виробництвом рису, а продовольча пшениця почала вирощуватися в Підмосков'ї.
Загальний урожай бобових в 2015 році склав 5 млн тонн, що значно вище, ніж 4 млн тонн в 2012 році. Також в 2015 році був досягнутий рекордний валовий збір сої — понад 2,6 млн тонн у вазі після доробки, що на 58,3 % вище середнього показника за останні п'ять років (у 2014 році — 2,4 млн тонн). Урожай сої вчетверо перевищив найкращі радянські показники, що дало можливість вперше за останні чверть століття почати експорт в Китай. За зборами гороху в 2015 році Росія увійшла до п'ятірки світових лідерів.
У 2015 році збір гречки склав 860 тис. т що на 25,4 % вище середнього рівня за останні п'ять років (в 2014 році — 662 тис. т).
У 2015 році було намолочено 9,2 млн тонн олійного насіння соняшнику у вазі після доробки (в 2014 році — 8,5 млн тонн). Також в 2015 році був отриманий рекордний збір олійного льону — більше 500 тис. т що на 54,1 % вище середнього рівня за останні п'ять років (у 2014 році — 385,6 тис. т). З насіння олійних Росія виробляє 3,5-4 млн тонн олії в рік, в основному соняшникової. У 2010-х рр. практично повністю були припинені імпортні закупівлі соняшникової олії — тепер соняшник переробляється всередині Росії.

### Картоплярство
Збір картоплі в Росії в 2015 році склав 33,6 млн тонн, що на 15,9 % більше середнього показника за останні п'ять років. У 2014 році було зібрано 31,5 млн тонн картоплі. У 2012 році Росія зібрала 29,5 мільйонів тонн картоплі.
Таким чином, останні роки виробництво картоплі зростає, проте в порівнянні з початком-серединою 2000-х врожаї залишаються невисокими: так, в 2006 році було зібрано 38,5 млн тонн. Тим не менш, навіть з таким врожаєм Росія зайняла по збору картоплі третє місце в світі, після Китаю та Індії. Інша картопляна держава, Білорусь, зібрала в 2012 році 6,9 млн тонн.
В цілому за останнє десятиліття споживання картоплі в Росії знизилося — вищі доходи спонукають жителів Росії віддавати перевагу дорожчим продукти.

### Буряківництво
У 2011 році Росія зібрала 46,2 млн тонн буряка і вийшла на перше місце в світі за цим показником.
У 2015 році було зібрано 37,6 млн тонн (у 2014 році — 33,5 млн тонн) цукрових буряків, що досить для вироблення більш 5 млн тонн бурякового цукру.
Російське буряківництво станом на 2013 рік дозволяла закривати 75 % -80 % потреби країни в цукрі (інша частина в основному доводиться на альтернативні підсолоджувачі — хімічні або натуральні, в тому числі глюкозно-фруктозні сиропи — як російського виробництва, так і імпортні).

### Овочівництво
Росія зібрала в 2015 році черговий рекордний урожай овочів — 16,1 млн тонн. У 2014 році Росія зробила 15,45 млн т овочів. Ці показниками є найвищими за всю новітню історію країни.
У 2015 році валовий збір тепличних овочевих культур в Росії склав 470,9 тис. т, в тому числі огірків — 337 тис. т, томатів — 123,4 тис. т, інших овочевих культур — 10,5 тис. т.
Успіхи на цьому напрямку стали можливі завдяки будівництву безлічі великих тепличних комплексів, які зводяться як на півдні, так і на півночі країни, і часто дозволяють отримувати продукцію круглий рік.
У 2013 році Росія посідала 4-е місце в світі по виробництву огірків і 8-е місце з виробництва цибулі.

### Баштанництво

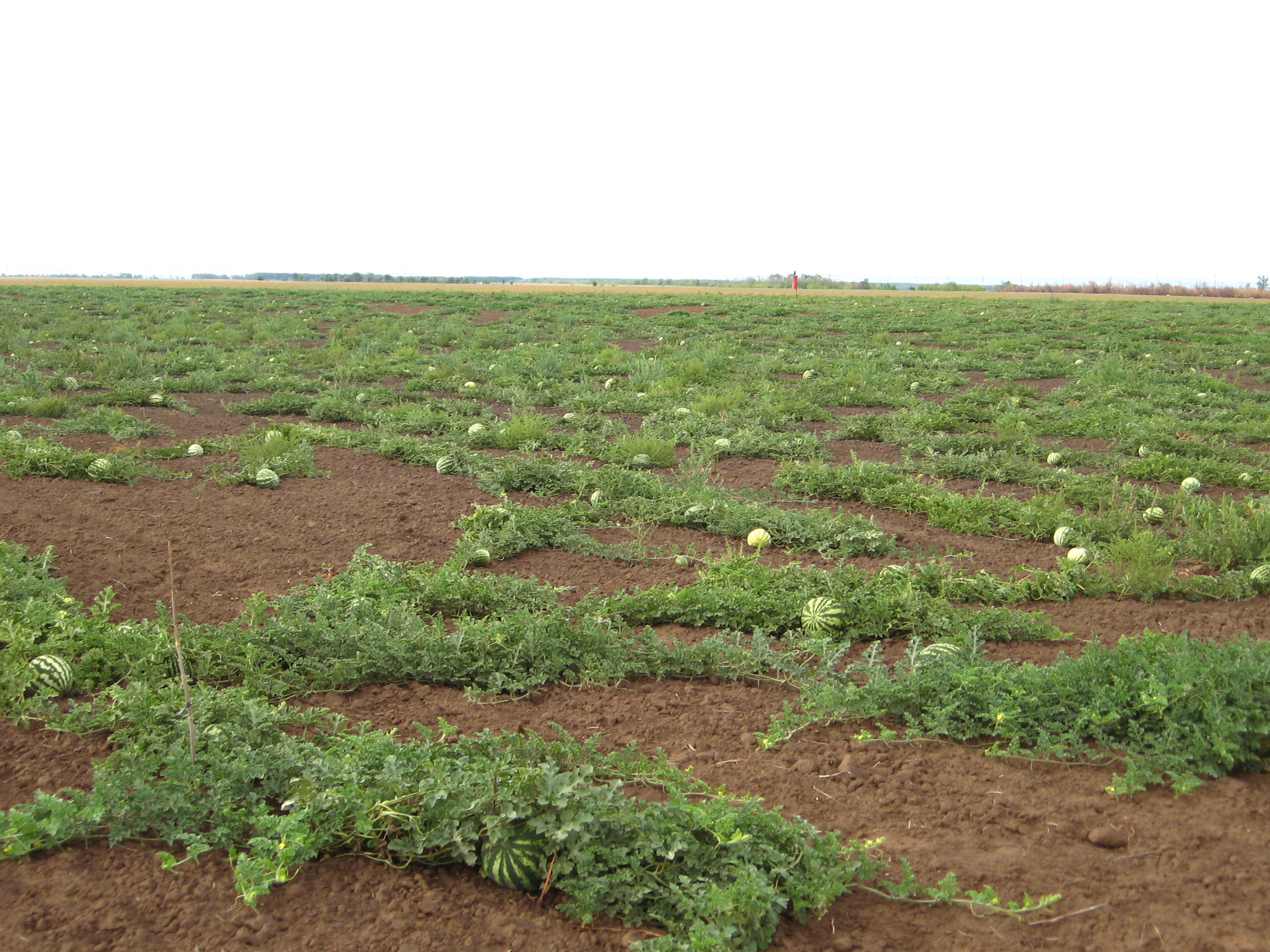
Кавуни у Волгоградській області

На півдні Росії — в Астраханській, Волгоградській та інших областях — широко поширене баштанництво, тобто вирощування кавунів, динь і гарбузів. Гарбузи вирощуються також на півдні середньої смуги.
Валовий збір баштанних в 2014 році, за наявними оцінками, перевищує 1,5 млн тонн (проти 1,4 млн тонн в 2013-му році). До 70 % врожаю становлять кавуни.

### Фруктівництво
У 2015 році урожай плодів і ягід в Росії склав 2,9 млн тонн. Це на 9 % більше, ніж в середньому за останні п'ять років, але нижче врожаю 2014 (3 млн тонн).
Найпопулярнішими фруктами, що вирощуються в Росії, є яблука, груші, сливи, в південних регіонах також абрикоси.
Росія за станом на 2013 займала 9-е місце в світі по виробництву яблук. Імовірно, після введення в 2014 році продуктового ембарго (в зв'язку з антиросійськими санкціями), виробництво яблук у Росії має в майбутньому вирости.
Також Росія займає 7 місце в світі по виробництву вишні (2009)

### Ягідництво
Росія — ягідна держава, що займає перше місце в світі по виробництву смородини та малини, 6-е місце з виробництва полуниці. Також Росія входить в трійку лідерів по виробництву суниці та аґрусу.
Завдяки своїм великим північним болотам Росія є найбільшим в світі виробником дикої журавлини. Більше журавлини проводиться тільки в США і Канаді, де вона вирощується фермерським способом і є солодкою, а не кислою (з 2012 року Росія вперше почала імпортувати солодку сушену журавлину, в основному з США). Крім того, в Росії збираються досить великі обсяги чорниці (експортується в урожайні роки), брусниці та морошки. Однак в цілому обсяг збору диких північних ягід залишається істотно нижче природних можливостей Росії — справа в тому, що через низьку щільності населення в північних областях бракує складальників в ягідний сезон, і не налагоджена логістика.

### Виноробство
Виробництво винограду і виноробство поширене в Росії в основному на Північному Кавказі (в Краснодарському і Ставропольському краях, Чечні, Дагестані, Інгушетії, Кабардино-Балкарії та Північної Осетії), в Астраханській, Волгоградській та Саратовській областях; в Ростовській області. У менших кількостях виноград вирощують в середній смузі до Башкирії включно і в південних районах на Далекому Сході. Є виноробство також на Алтаї.
Промислове виноградарство найбільше розвинене в на Північному Кавказі і в Ростовській області.
У 2007 році, ще до возз'єднання з Кримом, російські винороби виробили 7280 тис. Гектолітрів винної продукції, посівши 11-е місце в списку країн, що виробляють вино.
У Краснодарському краї найбільшими виробниками є компанії: «Абрау-Дюрсо», «Запорізький», «Кавказ», «Кубань-вино», «Лефкада», «Мисхако», «Російська лоза», «Фанагорія». У Ростовській області виробляють вино «Міллеровський винзавод», «Ростовський комбінат шампанських вин», «Цимлянське вина», «Янтарне». У Ставропольському краї найбільшими виробниками є «Левокумское», «Машук», «Прасковейское», «Ставропольський». У Дагестані — «Дербентский завод ігристих вин», «Кизлярський коньячний завод».

### Чаївництво
Вирощування власного чаю в Росії повністю зосереджено в Краснодарському краї, де воно почалося в середині XIX — початку XX століть (тоді ж чай почали вирощувати в Грузії і Азербайджані, що входили до складу Російської Імперії і СРСР). Обсяги виробництва краснодарського чаю становлять близько 280—300 тонн на рік, що покриває всього 0,17 % внутрішнього споживання.
Росія є однією з найбільш чайних країн в світі, займаючи по споживанню чаю 4-е місце після Китаю, Індії та Туреччини. При цьому Росія є найбільшим імпортером чаю в світі — щорічно ввозиться близько 160—180 тис. Тонн чаю, російський ринок є найрізноманітнішим в світі по числу марок. Майже весь імпортний чай фасується в Росії, так як на фасований чай введені високі імпортні мита, а на нефасований — нульові (з 2007 року). Це також дозволяє Росії експортувати значні обсяги чаю в Білорусь, Казахстан, Україну та інші сусідні країни.

### Льонарство
Росія займає третє місце в світі з виробництва олійного насіння льону-довгунця (після Канади та Китаю). По виробництву льноволокна (льону-довгунця) Росія також посідає третє місце в світі.
Однак даний показник істотно нижчий можливостей Росії. Історично льонарство було однією з найбільш постраждалих в 1990-ті роки областей сільського господарства, а в цілому за останні 100 років виробництво льону скоротилося в 7 разів — на початку 20 століття на частку Росії припадало 80 % світових посівів і 70 % зборів льону, який був тоді однією із головних експортних статей і основою економіки багатьох регіонів країни. У Росії дуже сприятливий клімат для вирощування льону, однак традиційні методи його культивування досить трудомісткі. Тому в результаті відпливу сільського населення (тобто трудової сили) з нечорноземних областей центральної Росії (Тверській, Смоленської, Новгородської, Костромської) рентабельність вирощування льону до кінця 20 століття істотно знизилася. Необхідна ж технічна модернізація не була проведена в достатньому обсязі.
З 2012 року діє держпрограма по розвитку лляного комплексу РФ, яка повинна сприяти виходу з ситуації, що раніше ситуації, коли російське виробництво льону падало навіть незважаючи на зростання попиту на лляні тканини в світі.

### Валові збори сільськогосподарських культур
| Рік  | Всього | Пшениця | Жито  | Ячмінь | Овес  | Кукурудза | Просо | Гречка | Рис  | Тритикале | Сорго | Зернобобові культури |
| ---- | ------ | ------- | ----- | ------ | ----- | --------- | ----- | ------ | ---- | --------- | ----- | -------------------- |
| 2014 | 105315 | 59711   | 3281  | 20444  | 5274  | 11332     | 493   | 662    | 1049 | 654       | 220   | 2196                 |
| 2013 | 92385  | 52091   | 3360  | 15389  | 4932  | 11635     | 419   | 834    | 935  | 582       | 172   | 2037                 |
| 2012 | 70908  | 37720   | 2132  | 13952  | 4027  | 8213      | 334   | 797    | 1052 | 464       | 45    | 2174                 |
| 2011 | 94213  | 56240   | 2971  | 16938  | 5332  | 6962      | 878   | 800    | 1056 | 523       | 60    | 2453                 |
| 2010 | 60960  | 41508   | 1636  | 8350   | 3220  | 3084      | 134   | 339    | 1061 | 249       | 9     | 1371                 |
| 2009 | 97111  | 61740   | 4333  | 17881  | 5401  | 3963      | 265   | 564    | 913  | 508       | 13    | 1529                 |
| 2008 | 108179 | 63765   | 4505  | 23148  | 5835  | 6682      | 711   | 924    | 738  | …         | 76    | 1794                 |
| 2007 | 81472  | 49368   | 3909  | 15559  | 5384  | 3798      | 417   | 1004   | 705  | …         | 40    | 1287                 |
| 2006 | 78227  | 44927   | 2959  | 18037  | 4860  | 3510      | 599   | 865    | 681  | …         | 35    | 1754                 |
| 2005 | 77803  | 47615   | 3622  | 15684  | 4545  | 3060      | 455   | 605    | 571  | …         | 28    | 1618                 |
| 2004 | 77832  | 45434   | 2864  | 17088  | 4937  | 3373      | 1113  | 649    | 470  | …         | 44    | 1861                 |
| 2003 | 66962  | 34070   | 4147  | 17926  | 5169  | 2031      | 974   | 525    | 448  | …         | 33    | 1639                 |
| 2002 | 86479  | 50622   | 7122  | 18678  | 5683  | 1499      | 293   | 302    | 488  | …         | 27    | 1764                 |
| 2001 | 85084  | 46996   | 6632  | 19478  | 7719  | 808       | 550   | 574    | 496  | …         | 35    | 1797                 |
| 2000 | 65420  | 34460   | 5444  | 14039  | 6002  | 1489      | 1124  | 997    | 584  | …         | 83    | 1197                 |
| 1999 | 54637  | 30997   | 4781  | 10576  | 4393  | 1034      | 925   | 578    | 443  | …         | 32    | 879                  |
| 1998 | 47771  | 26995   | 3266  | 9765   | 4656  | 800       | 451   | 465    | 412  | …         | 8     | 954                  |
| 1997 | 88461  | 44235   | 7476  | 20752  | 9383  | 2652      | 1216  | 628    | 328  | …         | 12    | 1779                 |
| 1996 | 69195  | 34834   | 5928  | 15913  | 8326  | 1081      | 441   | 482    | 389  | …         | 9     | 1792                 |
| 1995 | 63406  | 30118   | 4098  | 15786  | 8562  | 1738      | 488   | 597    | 462  | …         | 13    | 1541                 |
| 1994 | 81297  | 32128   | 5989  | 27054  | 10757 | 892       | 482   | 781    | 523  | …         | 12    | 2677                 |
| 1993 | 99094  | 43547   | 9166  | 26843  | 11556 | 2441      | 1128  | 806    | 688  | …         | 21    | 2898                 |
| 1992 | 106856 | 46167   | 13887 | 26989  | 11241 | 2135      | 1535  | 1038   | 754  | …         | 28    | 3080                 |
| 1991 | 89094  | 38899   | 10639 | 22174  | 10372 | 1969      | 1040  | 688    | 773  | …         | 33    | 2506                 |
| 1990 | 116676 | 49596   | 16431 | 27235  | 12326 | 2451      | 1946  | 809    | 896  | …         | 62    | 4922                 |

|      |                        |                        |                | Олійні культури | Олійні культури   | Олійні культури | Олійні культури | Олійні культури | Олійні культури | Олійні культури     |
|      |                        |                        |                | Ріпак           | Ріпак             | Ріпак           |                 |                 |                 |                     |
| Рік  | Насіння льону-довгунця | Волокно-довгунця льону | Цукрові буряки | Всього          | Соняшник на зерно | Соя             | Гірчиця         | Всього          | Ріпак озимий    | Ріпак ярий (кольза) |
| ---- | ---------------------- | ---------------------- | -------------- | --------------- | ----------------- | --------------- | --------------- | --------------- | --------------- | ------------------- |
| 2014 | 7                      | 37                     | 33513          | 13839           | 9034              | 2597            | 103             | 1464            | 473             | 991                 |
| 2013 | 6                      | 39                     | 39321          | 14151           | 10554             | 1636            | 55              | 1393            | 407             | 987                 |
| 2012 | 8                      | 46                     | 45057          | 11313           | 7993              | 1806            | 42              | 1035            | 166             | 869                 |
| 2011 | 7                      | 43                     | 47643          | 13115           | 9697              | 1756            | 88              | 1056            | 304             | 752                 |
| 2010 | 5                      | 35                     | 22256          | 7457            | 5345              | 1222            | 36              | 670             | 395             | 275                 |
| 2009 | 9                      | 52                     | 24892          | 8186            | 6454              | 944             | 24              | 667             | 308             | 359                 |
| 2008 | 7                      | 52                     | 28995          | 8972            | 7350              | 746             | 29              | 752             | 246             | 506                 |
| 2007 | 7                      | 47                     | 28836          | 7037            | 5671              | 650             | 11              | 630             | 227             | 404                 |
| 2006 | 5                      | 36                     | 30673          | 8218            | 6743              | 805             | 64              | 522             | 127             | 395                 |
| 2005 | 10                     | 56                     | 21276          | 7557            | 6470              | 686             | 63              | 304             | 142             | 162                 |
| 2004 | 13                     | 58                     | 21809          | 5726            | 4810              | 554             | 55              | 277             | 154             | 123                 |
| 2003 | 11                     | 55                     | 19355          | 5580            | 4887              | 392             | 86              | 192             | 45              | 147                 |
| 2002 | 15                     | 38                     | 15659          | 4275            | 3688              | 423             | 35              | 115             | 53              | 63                  |
| 2001 | 23                     | 58                     | 14553          | 3182            | 2682              | 350             | 28              | 113             | 62              | 51                  |
| 2000 | 18                     | 51                     | 14051          | 4473            | 3919              | 342             | 46              | 149             | 62              | 87                  |
| 1999 | 11                     | 24                     | 15226          | 4673            | 4149              | 334             | 43              | 135             | 15              | 120                 |
| 1998 | 9                      | 34                     | 10796          | 3426            | 2993              | 295             | 7               | 125             | 48              | 76                  |
| 1997 | 15                     | 23                     | 13879          | 3275            | 2829              | 280             | 58              | 104             | 33              | 71                  |
| 1996 | 21                     | 59                     | 16165          | 3225            | 2763              | 283             | 39              | 135             | 24              | 110                 |
| 1995 | 27                     | 69                     | 19072          | 4667            | 4200              | 290             | 47              | 123             | 11              | 113                 |
| 1994 | 22                     | 54                     | 13946          | 3154            | 2553              | 422             | 51              | 122             | 13              | 110                 |
| 1993 | 25                     | 58                     | 25468          | 3455            | 2765              | 497             | 79              | 97              | 20              | 77                  |
| 1992 | 44                     | 78                     | 25548          | 3883            | 3110              | 505             | 69              | 164             | 67              | 98                  |
| 1991 | 44                     | 102                    | 24280          | 3820            | 2896              | 622             | 80              | 181             | 83              | 98                  |
| 1990 | 48                     | 71                     | 32327          | 4662            | 3427              | 717             | 192             | 258             | 105             | 153                 |

|      |          | Овочі відкритого ґрунту | Овочі відкритого ґрунту | Овочі відкритого ґрунту | Овочі відкритого ґрунту | Овочі відкритого ґрунту | Овочі відкритого ґрунту | Овочі відкритого ґрунту | Овочі відкритого ґрунту | Овочі відкритого ґрунту | Овочі відкритого ґрунту | Овочі відкритого ґрунту |                                       |                               |
| Рік  | Картопля | Всього                  | Капуста всіх видів      | Огірки                  | Помідори                | Буряк столовий          | Морква столова          | Цибуля ріпчаста         | Часник                  | Кабачки                 | Кавун                   | Інші овочі              | Овочі відкритого та захищеного ґрунту | Баштанні продовольчі культури |
| ---- | -------- | ----------------------- | ----------------------- | ----------------------- | ----------------------- | ----------------------- | ----------------------- | ----------------------- | ----------------------- | ----------------------- | ----------------------- | ----------------------- | ------------------------------------- | ----------------------------- |
| 2014 | 31501    | 14155                   | 3499                    | 1111                    | 2300                    | 1070                    | 1662                    | 1994                    | 256                     | 519                     | 713                     | 979                     | 15458                                 | 1428                          |
| 2013 | 30199    | 13506                   | 3335                    | 1068                    | 2162                    | 1002                    | 1605                    | 1985                    | 233                     | 468                     | 660                     | 964                     | 14689                                 | 1420                          |
| 2012 | 29533    | 13545                   | 3315                    | 1086                    | 2208                    | 1008                    | 1565                    | 2081                    | 239                     | 506                     | 575                     | 931                     | 14626                                 | 1453                          |
| 2011 | 32681    | 14105                   | 3533                    | 1202                    | 2201                    | 1072                    | 1735                    | 2123                    | 234                     | 560                     | 616                     | 756                     | 14696                                 | 1575                          |
| 2010 | 21141    | 11561                   | 2737                    | 1162                    | 2050                    | 836                     | 1303                    | 1536                    | 213                     | 482                     | 507                     | 679                     | 12126                                 | 1152                          |
| 2009 | 31134    | 12813                   | 3319                    | 1133                    | 2170                    | 988                     | 1519                    | 1602                    | 227                     | 537                     | 586                     | 660                     | 13402                                 | 1419                          |
| 2008 | 28846    | 12440                   | 3177                    | 1130                    | 1939                    | 927                     | 1530                    | 1713                    | 227                     | 477                     | 477                     | 774                     | 12960                                 | 1382                          |
| 2007 | 27195    | 10968                   | 2668                    | 1001                    | 1791                    | 824                     | 1347                    | 1318                    | 249                     | 466                     | 564                     | 702                     | 11509                                 | 853                           |
| 2006 | 28260    | 10830                   | 2751                    | 1005                    | 1927                    | 844                     | 1356                    | 1218                    | 240                     | 381                     | 476                     | 585                     | 11370                                 | 774                           |
| 2005 | 28137    | 10796                   | 2830                    | 1034                    | 1855                    | 812                     | 1287                    | 1231                    | 242                     | 407                     | 438                     | 619                     | 11348                                 | 775                           |
| 2004 | 27876    | 10675                   | 2944                    | 1000                    | 1662                    | 822                     | 1319                    | 1226                    | 220                     | 408                     | 456                     | 571                     | 11214                                 | 781                           |
| 2003 | 29358    | 11214                   | 3401                    | 1029                    | 1704                    | 909                     | 1354                    | 1158                    | 202                     | 427                     | 419                     | 575                     | 11739                                 | 799                           |
| 2002 | 26923    | 10139                   | 2860                    | 949                     | 1700                    | 759                     | 1190                    | 1074                    | 210                     | 408                     | 352                     | 580                     | 10665                                 | 726                           |
| 2001 | 29499    | 10658                   | 3180                    | 933                     | 1714                    | 820                     | 1312                    | 1096                    | 208                     | 446                     | 405                     | 498                     | 11169                                 | 588                           |
| 2000 | 29465    | 10312                   | 3017                    | 948                     | 1509                    | 853                     | 1387                    | 1134                    | 179                     | 486                     | 364                     | 398                     | 10822                                 | 537                           |
| 1999 | 27998    | 10528                   | 3549                    | 983                     | 1562                    | 798                     | 1224                    | 993                     | 165                     | 512                     | 304                     | 412                     | 11010                                 | 621                           |
| 1998 | 28953    | 9289                    | 2739                    | 1024                    | 1648                    | 745                     | 1127                    | 1009                    | 155                     | …                       | …                       | 767                     | 9746                                  | 404                           |
| 1997 | 35138    | 10164                   | 3003                    | 1097                    | 1608                    | 878                     | 1411                    | 1059                    | 167                     | …                       | …                       | 812                     | 10630                                 | 615                           |
| 1996 | 37619    | 9843                    | …                       | …                       | …                       | …                       | …                       | …                       | …                       | …                       | …                       | …                       | 10325                                 | 490                           |
| 1995 | 39909    | 10727                   | …                       | …                       | …                       | …                       | …                       | …                       | …                       | …                       | …                       | …                       | 11275                                 | 621                           |
| 1994 | 33828    | 9076                    | …                       | …                       | …                       | …                       | …                       | …                       | …                       | …                       | …                       | …                       | 9621                                  | 458                           |
| 1993 | 37650    | 9253                    | …                       | …                       | …                       | …                       | …                       | …                       | …                       | …                       | …                       | …                       | 9827                                  | 597                           |
| 1992 | 38330    | 9333                    | …                       | …                       | …                       | …                       | …                       | …                       | …                       | …                       | …                       | …                       | 10018                                 | 714                           |
| 1991 | 34329    | 9672                    | …                       | …                       | …                       | …                       | …                       | …                       | …                       | …                       | …                       | …                       | 10425                                 | 1033                          |
| 1990 | 30848    | 9538                    | …                       | …                       | …                       | …                       | …                       | …                       | …                       | …                       | …                       | …                       | 10328                                 | 1116                          |

|      |                        |                        |                | Олійні культури | Олійні культури   | Олійні культури | Олійні культури | Олійні культури | Олійні культури | Олійні культури     |
|      |                        |                        |                | Ріпак           | Ріпак             | Ріпак           |                 |                 |                 |                     |
| Рік  | Насіння льону-довгунця | Волокно-довгунця льону | Цукрові буряки | Всього          | Соняшник на зерно | Соя             | Гірчиця         | Всього          | Ріпак озимий    | Ріпак ярий (кольза) |
| ---- | ---------------------- | ---------------------- | -------------- | --------------- | ----------------- | --------------- | --------------- | --------------- | --------------- | ------------------- |
| 2014 | 7                      | 37                     | 33513          | 13839           | 9034              | 2597            | 103             | 1464            | 473             | 991                 |
| 2013 | 6                      | 39                     | 39321          | 14151           | 10554             | 1636            | 55              | 1393            | 407             | 987                 |
| 2012 | 8                      | 46                     | 45057          | 11313           | 7993              | 1806            | 42              | 1035            | 166             | 869                 |
| 2011 | 7                      | 43                     | 47643          | 13115           | 9697              | 1756            | 88              | 1056            | 304             | 752                 |
| 2010 | 5                      | 35                     | 22256          | 7457            | 5345              | 1222            | 36              | 670             | 395             | 275                 |
| 2009 | 9                      | 52                     | 24892          | 8186            | 6454              | 944             | 24              | 667             | 308             | 359                 |
| 2008 | 7                      | 52                     | 28995          | 8972            | 7350              | 746             | 29              | 752             | 246             | 506                 |
| 2007 | 7                      | 47                     | 28836          | 7037            | 5671              | 650             | 11              | 630             | 227             | 404                 |
| 2006 | 5                      | 36                     | 30673          | 8218            | 6743              | 805             | 64              | 522             | 127             | 395                 |
| 2005 | 10                     | 56                     | 21276          | 7557            | 6470              | 686             | 63              | 304             | 142             | 162                 |
| 2004 | 13                     | 58                     | 21809          | 5726            | 4810              | 554             | 55              | 277             | 154             | 123                 |
| 2003 | 11                     | 55                     | 19355          | 5580            | 4887              | 392             | 86              | 192             | 45              | 147                 |
| 2002 | 15                     | 38                     | 15659          | 4275            | 3688              | 423             | 35              | 115             | 53              | 63                  |
| 2001 | 23                     | 58                     | 14553          | 3182            | 2682              | 350             | 28              | 113             | 62              | 51                  |
| 2000 | 18                     | 51                     | 14051          | 4473            | 3919              | 342             | 46              | 149             | 62              | 87                  |
| 1999 | 11                     | 24                     | 15226          | 4673            | 4149              | 334             | 43              | 135             | 15              | 120                 |
| 1998 | 9                      | 34                     | 10796          | 3426            | 2993              | 295             | 7               | 125             | 48              | 76                  |
| 1997 | 15                     | 23                     | 13879          | 3275            | 2829              | 280             | 58              | 104             | 33              | 71                  |
| 1996 | 21                     | 59                     | 16165          | 3225            | 2763              | 283             | 39              | 135             | 24              | 110                 |
| 1995 | 27                     | 69                     | 19072          | 4667            | 4200              | 290             | 47              | 123             | 11              | 113                 |
| 1994 | 22                     | 54                     | 13946          | 3154            | 2553              | 422             | 51              | 122             | 13              | 110                 |
| 1993 | 25                     | 58                     | 25468          | 3455            | 2765              | 497             | 79              | 97              | 20              | 77                  |
| 1992 | 44                     | 78                     | 25548          | 3883            | 3110              | 505             | 69              | 164             | 67              | 98                  |
| 1991 | 44                     | 102                    | 24280          | 3820            | 2896              | 622             | 80              | 181             | 83              | 98                  |
| 1990 | 48                     | 71                     | 32327          | 4662            | 3427              | 717             | 192             | 258             | 105             | 153                 |

|      |          | Овочі відкритого ґрунту | Овочі відкритого ґрунту | Овочі відкритого ґрунту | Овочі відкритого ґрунту | Овочі відкритого ґрунту | Овочі відкритого ґрунту | Овочі відкритого ґрунту | Овочі відкритого ґрунту | Овочі відкритого ґрунту | Овочі відкритого ґрунту | Овочі відкритого ґрунту |                                       |                               |
| Рік  | Картопля | Всього                  | Капуста всіх видів      | Огірки                  | Помідори                | Буряк столовий          | Морква столова          | Цибуля ріпчаста         | Часник                  | Кабачки                 | Кавун                   | Інші овочі              | Овочі відкритого та захищеного ґрунту | Баштанні продовольчі культури |
| ---- | -------- | ----------------------- | ----------------------- | ----------------------- | ----------------------- | ----------------------- | ----------------------- | ----------------------- | ----------------------- | ----------------------- | ----------------------- | ----------------------- | ------------------------------------- | ----------------------------- |
| 2014 | 31501    | 14155                   | 3499                    | 1111                    | 2300                    | 1070                    | 1662                    | 1994                    | 256                     | 519                     | 713                     | 979                     | 15458                                 | 1428                          |
| 2013 | 30199    | 13506                   | 3335                    | 1068                    | 2162                    | 1002                    | 1605                    | 1985                    | 233                     | 468                     | 660                     | 964                     | 14689                                 | 1420                          |
| 2012 | 29533    | 13545                   | 3315                    | 1086                    | 2208                    | 1008                    | 1565                    | 2081                    | 239                     | 506                     | 575                     | 931                     | 14626                                 | 1453                          |
| 2011 | 32681    | 14105                   | 3533                    | 1202                    | 2201                    | 1072                    | 1735                    | 2123                    | 234                     | 560                     | 616                     | 756                     | 14696                                 | 1575                          |
| 2010 | 21141    | 11561                   | 2737                    | 1162                    | 2050                    | 836                     | 1303                    | 1536                    | 213                     | 482                     | 507                     | 679                     | 12126                                 | 1152                          |
| 2009 | 31134    | 12813                   | 3319                    | 1133                    | 2170                    | 988                     | 1519                    | 1602                    | 227                     | 537                     | 586                     | 660                     | 13402                                 | 1419                          |
| 2008 | 28846    | 12440                   | 3177                    | 1130                    | 1939                    | 927                     | 1530                    | 1713                    | 227                     | 477                     | 477                     | 774                     | 12960                                 | 1382                          |
| 2007 | 27195    | 10968                   | 2668                    | 1001                    | 1791                    | 824                     | 1347                    | 1318                    | 249                     | 466                     | 564                     | 702                     | 11509                                 | 853                           |
| 2006 | 28260    | 10830                   | 2751                    | 1005                    | 1927                    | 844                     | 1356                    | 1218                    | 240                     | 381                     | 476                     | 585                     | 11370                                 | 774                           |
| 2005 | 28137    | 10796                   | 2830                    | 1034                    | 1855                    | 812                     | 1287                    | 1231                    | 242                     | 407                     | 438                     | 619                     | 11348                                 | 775                           |
| 2004 | 27876    | 10675                   | 2944                    | 1000                    | 1662                    | 822                     | 1319                    | 1226                    | 220                     | 408                     | 456                     | 571                     | 11214                                 | 781                           |
| 2003 | 29358    | 11214                   | 3401                    | 1029                    | 1704                    | 909                     | 1354                    | 1158                    | 202                     | 427                     | 419                     | 575                     | 11739                                 | 799                           |
| 2002 | 26923    | 10139                   | 2860                    | 949                     | 1700                    | 759                     | 1190                    | 1074                    | 210                     | 408                     | 352                     | 580                     | 10665                                 | 726                           |
| 2001 | 29499    | 10658                   | 3180                    | 933                     | 1714                    | 820                     | 1312                    | 1096                    | 208                     | 446                     | 405                     | 498                     | 11169                                 | 588                           |
| 2000 | 29465    | 10312                   | 3017                    | 948                     | 1509                    | 853                     | 1387                    | 1134                    | 179                     | 486                     | 364                     | 398                     | 10822                                 | 537                           |
| 1999 | 27998    | 10528                   | 3549                    | 983                     | 1562                    | 798                     | 1224                    | 993                     | 165                     | 512                     | 304                     | 412                     | 11010                                 | 621                           |
| 1998 | 28953    | 9289                    | 2739                    | 1024                    | 1648                    | 745                     | 1127                    | 1009                    | 155                     | …                       | …                       | 767                     | 9746                                  | 404                           |
| 1997 | 35138    | 10164                   | 3003                    | 1097                    | 1608                    | 878                     | 1411                    | 1059                    | 167                     | …                       | …                       | 812                     | 10630                                 | 615                           |
| 1996 | 37619    | 9843                    | …                       | …                       | …                       | …                       | …                       | …                       | …                       | …                       | …                       | …                       | 10325                                 | 490                           |
| 1995 | 39909    | 10727                   | …                       | …                       | …                       | …                       | …                       | …                       | …                       | …                       | …                       | …                       | 11275                                 | 621                           |
| 1994 | 33828    | 9076                    | …                       | …                       | …                       | …                       | …                       | …                       | …                       | …                       | …                       | …                       | 9621                                  | 458                           |
| 1993 | 37650    | 9253                    | …                       | …                       | …                       | …                       | …                       | …                       | …                       | …                       | …                       | …                       | 9827                                  | 597                           |
| 1992 | 38330    | 9333                    | …                       | …                       | …                       | …                       | …                       | …                       | …                       | …                       | …                       | …                       | 10018                                 | 714                           |
| 1991 | 34329    | 9672                    | …                       | …                       | …                       | …                       | …                       | …                       | …                       | …                       | …                       | …                       | 10425                                 | 1033                          |
| 1990 | 30848    | 9538                    | …                       | …                       | …                       | …                       | …                       | …                       | …                       | …                       | …                       | …                       | 10328                                 | 1116                          |

|      |                                                                        | Однорічні трави: | Однорічні трави:        | Багаторічні трави: | Багаторічні трави: |
| Рік  | Коренеплоди кормові культури (включаючи цукровий буряк на корм худобі) | На сіно          | На зелений корм і сінаж | На сіно            | На зелений корм    |
| ---- | ---------------------------------------------------------------------- | ---------------- | ----------------------- | ------------------ | ------------------ |
| 2014 | 1214                                                                   | 2294             | 19356                   | 8745               | 30388              |
| 2013 | 1260                                                                   | 2050             | 19789                   | 8772               | 30193              |
| 2012 | 1213                                                                   | 1859             | 17985                   | 7846               | 27661              |
| 2011 | 1434                                                                   | 2104             | 25532                   | 9668               | 30671              |
| 2010 | 902                                                                    | 1362             | 16431                   | 7587               | 22832              |
| 2009 | 1278                                                                   | 1568             | 24553                   | 9277               | 32920              |
| 2008 | 1315                                                                   | 1600             | 22922                   | 9873               | 36424              |
| 2007 | 1267                                                                   | 1474             | 22117                   | 10469              | 35613              |
| 2006 | 1450                                                                   | 1573             | 23531                   | 9958               | 36344              |
| 2005 | 1520                                                                   | 1597             | 23649                   | 11192              | 38340              |
| 2004 | 1981                                                                   | 1781             | 25254                   | 11562              | 40295              |
| 2003 | 2162                                                                   | 1883             | 28066                   | 11548              | 38566              |
| 2002 | 2254                                                                   | 2024             | 28133                   | 12393              | 34755              |
| 2001 | 2756                                                                   | 1903             | 27306                   | 14256              | 43137              |
| 2000 | 3079                                                                   | 1989             | 26981                   | 13951              | 42365              |
| 1999 | 3024                                                                   | 1946             | 21986                   | 12297              | 34193              |
| 1998 | 2688                                                                   | 1953             | 22736                   | 11226              | 38205              |
| 1997 | 3938                                                                   | 2876             | 33764                   | 15959              | 45470              |
| 1996 | 3885                                                                   | 2793             | 36133                   | 15851              | 48953              |
| 1995 | 5144                                                                   | 2570             | 38686                   | 17349              | 52556              |
| 1994 | 5272                                                                   | 3763             | 57231                   | 18863              | 73526              |
| 1993 | 8050                                                                   | 4139             | 65132                   | 21036              | 85067              |
| 1992 | 8688                                                                   | 4174             | 63283                   | 20544              | 69208              |
| 1991 | 11604                                                                  | 4478             | 65867                   | 24843              | 83742              |
| 1990 | 17217                                                                  | 5631             | 87254                   | 25207              | 97623              |

## Рибальство та рибництво
За обсягом вилову риби Росія займає п'яте місце в світі, що забезпечує надійну сировинну базу в цій галузі.
Реально в Росії споживається близько 28 кг риби та рибної продукції на душу населення в рік. За даними Академії Медичних Наук РФ мінімальна фізіологічна норма споживання м'яса риби становить 15,6 кг на рік на людину. Таким чином, загальний рівень споживання риби в країні не повинен бути нижче 2,2 млн тонн. Виробництво рибопродукції перевищує 3,7 млн тонн. Таким чином, рівень продовольчої безпеки по рибі забезпечується з великим запасом.
Проте, має сенс і далі нарощувати вилов і виробництво риби, так як підвищене споживання риби є ознакою більш здорового раціону харчування. Також є великі експортні можливості. У цьому плані можна звернути увагу на порівняно малу розвиток рибництва в Росії (розведення риби в спеціальних прісних або солоних водоймах). Так, наприклад, в Китаї продукція аквакультури (спеціально вирощувана риба, ракоподібні, молюски, водорості) в два рази перевищує за обсягом вилов, тоді як в Росії аквакультура становить 1/30 частину від вилову. Однак в останні роки в Росії робляться певні зусилля і на цьому напрямку.
У всьому світі широко відомий такий російський продукт, як риб'яча ікра — червона і чорна ікра з Каспійського регіону (вважається найкращою у світі), а також червона далекосхідна ікра.

## Тваринництво

### М'ясне скотарство

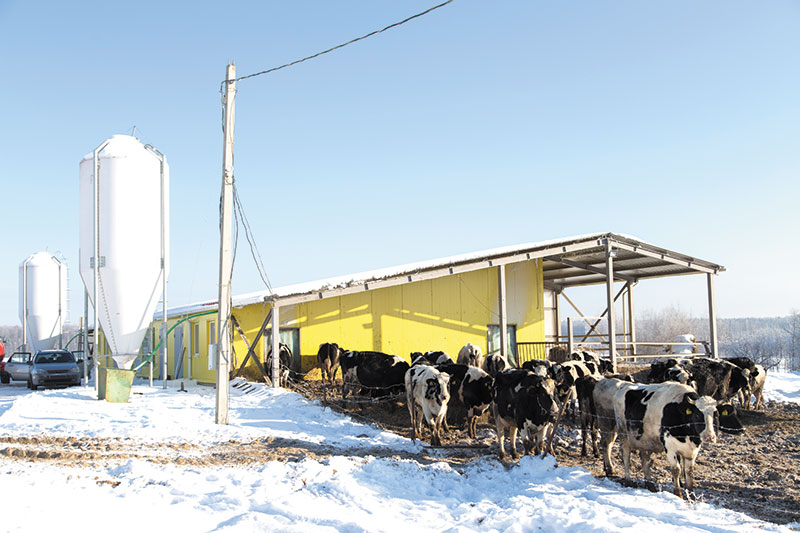
Роботизована ферма в Калузькій області

У Росії зростає поголів'я великої рогатої худоби м'ясних порід. За підсумками 9 місяців 2014 року м'ясне поголів'я становить склало 2,388 тис. голів, що на 11,7 % перевищує показник аналогічного періоду минулого року. Це зростання забезпечується в тому числі зростанням виробництва корму для тварин — так, в грудні 2014 року російські підприємства виробили рекордні 2,049 млн тонн комбікормів.
У 2011 році в країні було вироблено 7 460 тис. т м'ясної продукції, при цьому імпортовано 2 687 тис. т, а спожито 10 041 тис. т. Це означає, що рівень власного виробництва м'яса приблизно дорівнює 75 %, що дещо менше прописаних в Доктрині продовольчої безпеки 85 %.
Найскладніше з розширенням власних обсягів виробництва м'яса великої рогатої худоби, в першу чергу яловичини. Так як велика рогата худоба росте набагато повільніше птиці і свиней, інвестиції в виробництво м'яса ВРХ трохи складніше і розраховані на більш довгий термін, близько 10 років і більше. Однак на цьому напрямку в Росії ведеться активна робота.
У 2014 році в Брянській області відкрився найбільший в Росії комплекс з переробки яловичини, який буде замість 7 % її імпорту. Завод вартістю 6 млрд рублів є частиною великого проекту в Брянській області вартістю 25 млрд рублів, і це далеко не єдиний проект такого роду, так що обсяги виробництва будуть рости і далі.

### Свинарство
Виробництво свинини в Росії збільшилася — з 1,578 млн т в 2000 р до 2,981 млн т в 2014 р (в 1,8 рази). У 2015 році Росія вийшла на шосте місце в світі з виробництва свинини і перестала бути найбільшим імпортером цього виду м'яса (за 2012—2015 рр. імпорт скоротився більш ніж на 80 %, що призвело до падіння цін у США, Німеччині та інших країнах). За 10 місяців 2015 року виробництво свиней на забій у живій вазі в сільськогосподарських організаціях Російської Федерації (без урахування особистих підсобних господарств) збільшилася на 8,6 % або 198,2 тис. Тонн в порівнянні з аналогічним періодом 2014 року і досягло 2,5 млн тонн.

### Птахівництво
Виробництво м'яса птиці збільшилося з 767 тис. Тонн в 2000 році до 4,060 млн тонн в 2014 році (в 5 разів).
У Росії також розвивається виробництво раніше дефіцитної і рідкісною продукції. Так, в грудні 2014 року в рамках масштабного проекту з виробництва індички та качки в місті Міллерово Ростовської області побудований один з найбільших в Росії комбікормових заводів. Після введення цих проектів в лад на російському ринку повинні з'явитися значні обсяги м'яса качки та індички за доступнішими цінами.

### Молочне тваринництво
Виробництво молока тісно пов'язане з поголів'я корів, яке в Росії в дев'яності роки був сильно скорочений. Також треба врахувати, що велика рогата худоба буває м'ясним і молочним, при цьому конкретно на напрямку молока «працює» приблизно 8 % від загальної кількості тварин.
Поголів'я корів молочних порід в Росії практично не росте, однак при цьому за останні 20 років різко зросли надої молока, так як з'явилася можливість імпортувати високопродуктивних тварин з Голландії та інших країн. Є куди рости, враховуючи, що в Росії максимальні надої в залежності від породи і кормів 3 800 — 8 000 кг/рік, в Ізраїлі ж — 11 700 кг/рік.
Виробництво сирого молока в Росії становить близько 30 млн тонн (в 1990 р 55,7 млн т.) І ось уже кілька років тримається приблизно на одному рівні — так само як і виробництво молокопродуктів. Росія займає 5-е місце в світ з виробництва коров'ячого молока (станом на 2012 рік).
При цьому в 2012 році в Росію було імпортовано 8,52 млн т молока та молокопродуктів — при власному виробництві в 31,92 млн т. Таким чином, рівень власного виробництва молока становить близько 80 %, що менше цільових 90 % по Доктрині продовольчої безпеки. Однак більша частина імпорту йде з Білорусі.

### М'ясо-шерстне тваринництво
М'ясо-шерстне тваринництво, пов'язане в основному з вівчарством, широко поширене на півдні Росії. У 2008 році в Росії було вироблено 51,8 тис. т вовни.

### Оленярство
У північних регіонах Росії у корінних народів широко розвинене оленярство.
Росія володіє найбільшим поголів'ям оленів в світі (близько 2/3 загальносвітового), яке виросло з 1197 тис. голів в 2000 р до 1571 тис. голів у 2010 р.

### Виробництво основних продуктів тваринництва
|      | Реалізація худоби та птиці на забій (у забійній вазі) | Реалізація худоби та птиці на забій (у забійній вазі) | Реалізація худоби та птиці на забій (у забійній вазі) | Реалізація худоби та птиці на забій (у забійній вазі) | Реалізація худоби та птиці на забій (у забійній вазі) |         |                 |                                |            |
| Рік  | Всього                                                | Велика рогата худоба                                  | Свині                                                 | Вівці і кози                                          | Птах                                                  | Молоко  | Яйця (млн.штук) | Шерсть (у фізичній вазі, тонн) | Мед (тонн) |
| ---- | ----------------------------------------------------- | ----------------------------------------------------- | ----------------------------------------------------- | ----------------------------------------------------- | ----------------------------------------------------- | ------- | --------------- | ------------------------------ | ---------- |
| 2014 | 9070,3                                                | 1654,1                                                | 2973,9                                                | 203,9                                                 | 4161,4                                                | 30790,9 | 41860,0         | 56409                          | 74868      |
| 2013 | 8544,2                                                | 1633,3                                                | 2816,2                                                | 190,0                                                 | 3830,9                                                | 30528,8 | 41286,0         | 54651                          | 68446      |
| 2012 | 8090,3                                                | 1641,5                                                | 2559,5                                                | 190,4                                                 | 3624,8                                                | 31755,8 | 42032,9         | 55253                          | 64898      |
| 2011 | 7519,5                                                | 1625,5                                                | 2427,6                                                | 189,0                                                 | 3204,2                                                | 31645,6 | 41112,5         | 52575                          | 60010      |
| 2010 | 7166,8                                                | 1727,3                                                | 2330,8                                                | 184,6                                                 | 2846,8                                                | 31847,3 | 40599,2         | 53521                          | 51535      |
| 2009 | 6719,5                                                | 1740,6                                                | 2169,5                                                | 182,6                                                 | 2555,1                                                | 32570,0 | 39428,8         | 54658                          | 53598      |
| 2008 | 6268,1                                                | 1768,7                                                | 2042,1                                                | 174,2                                                 | 2216,7                                                | 32362,6 | 38057,7         | 53491                          | 57440      |
| 2007 | 5790,1                                                | 1699,2                                                | 1929,7                                                | 167,9                                                 | 1925,3                                                | 31988,4 | 38208,3         | 52024                          | 53670      |
| 2006 | 5278,1                                                | 1721,5                                                | 1699,2                                                | 156,3                                                 | 1632,1                                                | 31339,1 | 38216,3         | 50276                          | 55678      |
| 2005 | 4989,5                                                | 1809,2                                                | 1569,1                                                | 154,1                                                 | 1387,8                                                | 31069,9 | 37139,7         | 48800                          | 52469      |
| 2004 | 5046,4                                                | 1953,9                                                | 1685,8                                                | 144,8                                                 | 1192,2                                                | 31861,2 | 35900,7         | 47359                          | 52964      |
| 2003 | 4993,3                                                | 2002,3                                                | 1742,6                                                | 134,4                                                 | 1047,7                                                | 33315,5 | 36625,2         | 44988                          | 48495      |
| 2002 | 4732,8                                                | 1967,4                                                | 1608,3                                                | 136,1                                                 | 955,7                                                 | 33462,2 | 36377,8         | 42870                          | 49700      |
| 2001 | 4477,4                                                | 1878,6                                                | 1514,7                                                | 134,2                                                 | 885,7                                                 | 32874,1 | 35241,7         | 40515                          | 52960      |
| 2000 | 4445,8                                                | 1897,9                                                | 1578,2                                                | 140,3                                                 | 767,5                                                 | 32259,0 | 34084,7         | 40088                          | 54248      |
| 1999 | 4313,0                                                | 1867,6                                                | 1485,0                                                | 143,6                                                 | 748,1                                                 | 32273,6 | 33134,6         | 40234                          | 51034      |
| 1998 | 4702,8                                                | 2246,5                                                | 1504,9                                                | 178,2                                                 | 690,2                                                 | 33255,2 | 32744,2         | 47883                          | 49554      |
| 1997 | 4853,9                                                | 2394,9                                                | 1545,5                                                | 199,3                                                 | 630,3                                                 | 34135,6 | 32198,7         | 60768                          | 48756      |
| 1996 | 5335,8                                                | 2630,0                                                | 1705,2                                                | 229,7                                                 | 689,6                                                 | 35818,9 | 31902,3         | 76930                          | 46228      |
| 1995 | 5795,8                                                | 2733,5                                                | 1865,4                                                | 261,3                                                 | 859,2                                                 | 39240,7 | 33830,2         | 93012                          | 57748      |
| 1994 | 6803,3                                                | 3240,2                                                | 2103,5                                                | 315,5                                                 | 1068,4                                                | 42176,2 | 37476,6         | 122166                         | 43899      |
| 1993 | 7512,9                                                | 3358,8                                                | 2432,1                                                | 359,2                                                 | 1276,8                                                | 46524,0 | 40297,1         | 158390                         | 52747      |
| 1992 | 8260,3                                                | 3631,5                                                | 2783,5                                                | 329,4                                                 | 1427,8                                                | 47236,0 | 42902,1         | 178640                         | 49556      |
| 1991 | 9375,2                                                | 3989,0                                                | 3189,7                                                | 347,4                                                 | 1750,9                                                | 51885,5 | 46874,9         | 204497                         | 48433      |
| 1990 | 10111,6                                               | 4329,3                                                | 3480,0                                                | 395,0                                                 | 1801,0                                                | 55715,3 | 47469,7         | 226743                         | 46091      |

## Сільське господарство по регіонах

### Алтайський край
Алтайський край — традиційний виробник зерна, молока, м'яса, також тут вирощується цукрові буряки, соняшник, льон, льон-довгунець, хміль, ріпак і соя.
У 2010 році Алтайський край займав лідируючу позицію серед регіонів СФО з випуску продукції сільського господарства. У процентному співвідношенні від загального обсягу по Сибірському федеральному округу частка регіону становить 23 %. Зокрема, збільшилось виробництво м'яса, молока, яєць. У порівнянні з даними за 2008 рік індекс сільгоспвиробництва в краї — 119,2 %.
Овочівництво і картоплярство мають підсобне значення, забезпечуючи потреби місцевого населення. Плантації їх поширені на всій території краю, але в основному зосереджені в спеціалізованих господарствах поблизу Барнаул а, Бійськ а і Рубцовськ а. Промисловим виробництвом плодів і ягід займаються господарства об'єднання «Сади Алтаю». У 1954—1960 роках в краї було освоєно близько 3 млн га цілинних і перелогових земель. Загальна земельна площа сьогодні становить майже 16 млн га, з яких 40 % займають сільськогосподарські угіддя. Через погіршення економічного становища більшості сільських товаровиробників, 125,3 тис. га ріллі не обробляється і враховується як поклади.

### Краснодарський край

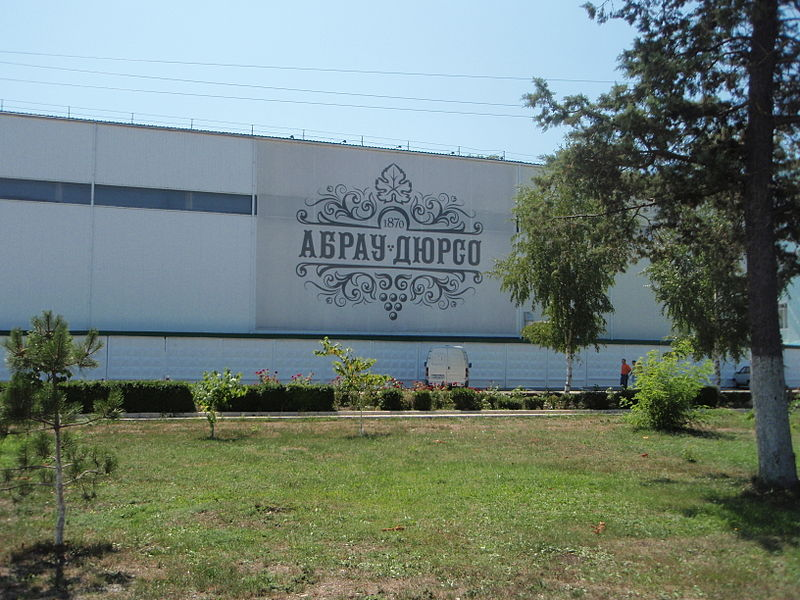
Винний завод Абрау-Дюрсо, Краснодарський Край

В економіці Росії край виділяється як найважливіший сільськогосподарський регіон країни (7 % валової продукції сільського господарства Росії, 1-е місце в Росії). Краснодарський край — лідер по валовому збору зерна (10 % від загальноросійського) і цукрового буряка (17,3 %), один з провідних виробників насіння соняшнику (15 %) і виноградних вин (37 %)[джерело?].
Станом на 1 липня 2014 року в усіх категоріях господарств налічується 554,2 тис. голів великої рогатої худоби, що на 19,1 тис. голів або на 3,3 % нижче рівня минулого року.
Станом на 1 липня 2014 року в краї налічується близько 13,1 тисячі селянських (фермерських) господарств та індивідуальних підприємців, що займаються сільгоспвиробництвом, в яких значиться наступне поголів'я сільськогосподарських тварин: велика рогата худоба — 39,7 тис. голів або 105,3 % до аналогічного рівня 2013 року, в тому числі корів — 14,8 тис. голів або 103,4 %, свиней — 4,0 тис. голів або 30,5 %, овець та кіз — 40,1 тис. голів або 106,1 %, птиці — 700,0 тис. голів або 100,1 %.

### Архангельська область
У вартісному вираженні переважає продукція рослинництва (56 %). Площа сільськогосподарських угідь становить близько 584 тисяч гектар ів. Рілля становить 46 % використовуваних в сільському господарстві земель. Область розташована в зоні ризикованого землеробства. Основними культурами є картопля і овочі, це пов'язано з тим, що ґрунту в області не придатні для вирощування інших культур. Рослинництво орієнтоване на задоволення потреб області, головний сільськогосподарський район розташований на півдні області.
Провідна галузь тваринництва — молочно-м'ясне скотарство. Саме в Архангельській області була виведена і найбільш поширена високопродуктивна холмогорская порода. В області розводять також свиней, овець, кіз, птицю і оленів (на півночі). В області є звірівництво, широко поширений морський звіробійний промисел.

### Башкортостан
Башкортостан займає перше місце в Росії за поголів'ям великої рогатої худоби, коней, виробництва меду і молока, друге місце — з виробництва картоплі, третє — виробництву м'яса, п'яте — поголів'ю свиней, шосте — поголів'ю овець і кіз, восьме — виробництву яєць, одинадцята — з виробництва зерна.
Сільське господарство — зерново-тваринницького напряму. Вирощуються пшениця, жито, овес, ячмінь (зернові культури) і цукровий буряк, соняшник (технічні культури ). У республіці розвинене м'ясо-молочне тваринництво, м'ясо-шерстне вівчарство, птахівництво, конярство, кумисоробство і бджільництво.
Широкою популярністю в Росії користується башкирський мед. За кількістю бджолиних сімей, з виробництва товарного меду, з наукових розробок у бджільництві Башкортостан посідає перше місце в країні.

### Білгородська область
Частка Білгородської області в 2010 році в загальноукраїнському виробництві м'яса в цілому склала більше 11 %, свинини — 14 %, м'яса птиці — 16,5 %. В області в розрахунку на душу населення виробляється м'яса в 9,4 рази більше, ніж в середньому по країні. За обсягом споживання м'яса на душу населення вона займає перше місце серед регіонів Росії (325 кг на людину).
Президент Російської Федерації Д. А. Медвєдєв 13 липня 2010 року на засіданні Президії Держради з питання розробки і прийняття Стратегії розвитку м'ясного тваринництва до 2020 року: «Білгородська область — регіон Росії європейського рівня. Аграрне виробництво Білогір'я демонструє хороші темпи зростання, особливо в частині розвитку м'ясного кластера. Бєлгородська область виробляє м'яса птиці в 3 рази більше, ніж Московська. Тим часом, населення Білгородської області — 1,5 мільйона чоловік, а Московської — 7 мільйонів».

### Володимирська область
Спеціалізується на рослинництві, молочно-м'ясному скотарстві та птахівництві. Провідна галузь сільського господарства — тваринництво молочно-м'ясного напряму. Розводять велика рогата худоба, свиней, овець, кіз. Конярство (володимирські ваговози). Площа сільгоспугідь — 930,9 тис. га (32,1 % земельного фонду), в тому числі рілля — 66,8 %. Посівні площі становлять 476,5 тис. га, з яких 58,7 % займають кормові культури, 29 % — зернові. Із зернових вирощують пшеницю, жито, ячмінь, овес. Планується розширення посівів ріпаку (для виробництва ріпакової олії), а також спеціальних сортів картоплі і овочів (для переробки на місці, виробництва овочевих соків). Близько 25 спеціалізованих підприємств займаються вирощуванням племінної худоби. Кілька рибних господарств (найбільше з них «Ворша»), численні пасіки.

### Воронежская область
Воронезька область — великий постачальник сільськогосподарської продукції: вона виробляє зерно (в основному пшеницю), цукровий буряк, соняшник та інші технічні культури, картопля і овочі. В цілому профіль сільського господарства — буряковий з посівами соняшнику і зернових культур, молочно-м'ясних скотарством, свинарством і вівчарством. Середньодушовий коефіцієнт по виробництву крупи — 2,4 (2002 року).

### Івановська область
Провідна галузь сільського господарства — тваринництво молочно-м'ясного напряму, представлено льонарство, картоплярство і лісове господарство.
У 2006 році в цілому по області вироблено: зерна — 80,5 тис.т., картоплі — 278,9 тис.т., овочів — 123,1 тис.т., худоби та птиці в живій вазі — 34 тис.т., молока — 189 тис.т., яєць — 304,8 млн.шт.
Випуск продукції сільського господарства за 2006 рік склав 7,9 млрд.руб., (На 8,4 % вище 2005 року).

### Інгушетія
За обсягом виробництва продукції сільського господарства Інгушетія аймає 37-е місце в Росії. Основними сільськогосподарськими культурами є зернові, соняшник, овочі, картопля. Значного розвитку мають також виноградарство і тютюнництво. Посіви кукурудзи, пшениці, вівса, ячменю, цукрового буряка.
Частка державного сектора економіки становить не більше 25 %, решта припадає на інші форми власності. У республіці функціонують близько 900 селянських фермер ських господарств. Сільськогосподарські угіддя становлять 222,2 тис. га, в тому числі ріллі 112,2 тис. га, багаторічні насадження 2,5 тис. га, сіножаті — 9,6 тис. га, пасовища — 97,9 тис. га. У республіці налічується 115 великих і середніх сільськогосподарських підприємств.

### Іркутська область
Територія сільськогосподарських угідь становить 2,69 млн га, ріллі — 1,88 млн га. Область належить до поясу ризикованого землеробства. У сільському господарстві області займаються вирощуванням зернових, а також тваринництвом, оленярством, засобами захисту рослин, хутровим промислом і рибальством. Майже половина (46 %) обсягу сільгосппродукції виробляє тваринництво. Сільськогосподарською продукцією регіон забезпечується наполовину, продукти харчування завозяться з інших регіонів.
В області діє 207 сільгоспорганізацій, 3238 селянських (фермерських) господарств і 176,6 тисяч особових підсобних господарств населення. На частку Іркутської області припадає 1,5 % обсягу сільськогосподарської продукції Росії і 8,9 % сільгосппродукції Сибірського федерального округу.

### Кіровська область
Провідною товарної галуззю в сільськогосподарському виробництві є тваринництво, переважно молочно-м'ясного напряму. Основні вирощувані сільськогосподарські культури: зернові, картопля, льон і овочі. У структурі зернових переважають озиме жито і фуражні культури. Сільськогосподарське виробництво забезпечує продовольчу безпеку області. До 20 % продукції тваринництва вивозиться за межі області, в основному в північні регіони країни.

### Ленінградська область
Сільське господарство області має яскраво виражену приміську спеціалізацію, провідні галузі — молочно-м'ясне тваринництво, картоплярство і овочівництво. При цьому продукція тваринництва помітно переважає над рослинництвом. В області працюють понад 60-ти племінних заводів з розведення, вирощування та поліпшення ВРХ молочних порід: айрширская і чорно-ряба (голштінізірованних). Пропозиції ленінградських племзаводів можна побачити в інформаційно-торговій системі «відкритий племінний ринок».
Значну частину врожаю картоплі та овочів дають особисті підсобні господарства населення. Головні овочеві культури — капуста, морква, огірки, цибулю, буряк. Також в області вирощують зернові культури: ячмінь, жито, овес, в основному на корм худобі і птахам.
За виробництвом м'яса птиці та курячих яєць на птахофабриках область займає провідні позиції в Росії.
В області працюють 6 великих комбікормових заводів. Найбільший з них Гатчинский комбікормовий завод.
Крім того, в області розвивається звірівництво: розводять норку, ондатру, блакитного і чорно-сріблястого песця та інших тварин.
Сільськогосподарські угіддя всіх категорій на 1 липня 2006 року становлять 640 тис. га, з них рілля — 337 тис. га). В області налічується понад 200 великих і середніх сільськогосподарських підприємств (в минулому — радгоспів, нині — акціонерних товариств). Фермерських господарств зареєстровано понад 6000. У «НП Союз фермерів Ленінградської області і Санкт-Петербурга» офіційно зареєстровано більш 200 СФГ. Більше 10-ти років працює «Агентство сільськогосподарського консультування Ленінградської області». Станом на 01.01.2013 рік: 47 консультантів різної спрямованості, 10 районних консультаційних центрів.

### Липецька область
Сприятливі кліматичні умови, наявність чорноземів, сприяють розвитку рослинництва. Площа сільгоспугідь займає понад 1,8 млн га, з них рілля — понад 80 %. 22,3 тис. га землі відведено під плодові сади, де в основному вирощують яблуні, груші, сливи. В області налічується близько 300 сільськогосподарських підприємств, основними напрямками яких є: виробництво зернових, цукрових буряків, картоплі, розведення великої рогатої худоби, свинарство, птахівництво. Обсяг валової продукції сільського господарства в 2006 році склав близько 24,2 млрд рублів.
В даний час велика російська продовольча компанія «Черкізово» здійснює будівництво в Єлецькому районі Липецької області найбільшого в Росії агропромислового комплексу.

### Московська область
На території Московської області ведеться сільське господарство, представлене як рослинництвом, так і тваринництвом.
Близько 40 % території Московської області використовується в сільському господарстві; найменш освоєні сільським господарством північні, східні і західні околиці райони. У південній частині області, особливо на південь від Оки, Понад 50 % земель використовується в сільському господарстві. Сільське господарство має переважно приміську спеціалізацію. Рослинництво характерно переважно для південної частини області. Велика частина посівних площ (понад 3/5) зайнята кормовими культурами. Великі площі відведені під посіви зернових: пшениці, ячменю, вівса, жита.
Значну роль в рослинництві регіону відіграє картоплярство. Поширена тепличне овочівництво, наприклад, в р Московський є найбільший в Європі тепличний комплекс. Вирощуються також квіти, гриб и (печериця и та ін). Тваринництво переважає над рослинництвом; і головним чином направлено на виробництво молока і м'яса. Крім великої рогатої худоби, повсюдно розводяться свині і кури.

### Новгородська область
Рентабельність сільського господарства (2005 рік) — 10,2 %, в тому числі:
- Виробництва молока — 15 %
- М'яса свинини — 34 %
- М'яса птиці — 40 %
- Яєць — 31 %
- Картоплі — 8 %
- Овочів захищеного ґрунту — 19 %
- Овочів відкритого ґрунту — 23 %.

90 % сільськогосподарських підприємств області мають молочний напрям. Основним виробником свинини є ТОВ «Новгородський бекон» (90 % загального виробництва свинини в області).

### Ростовська область

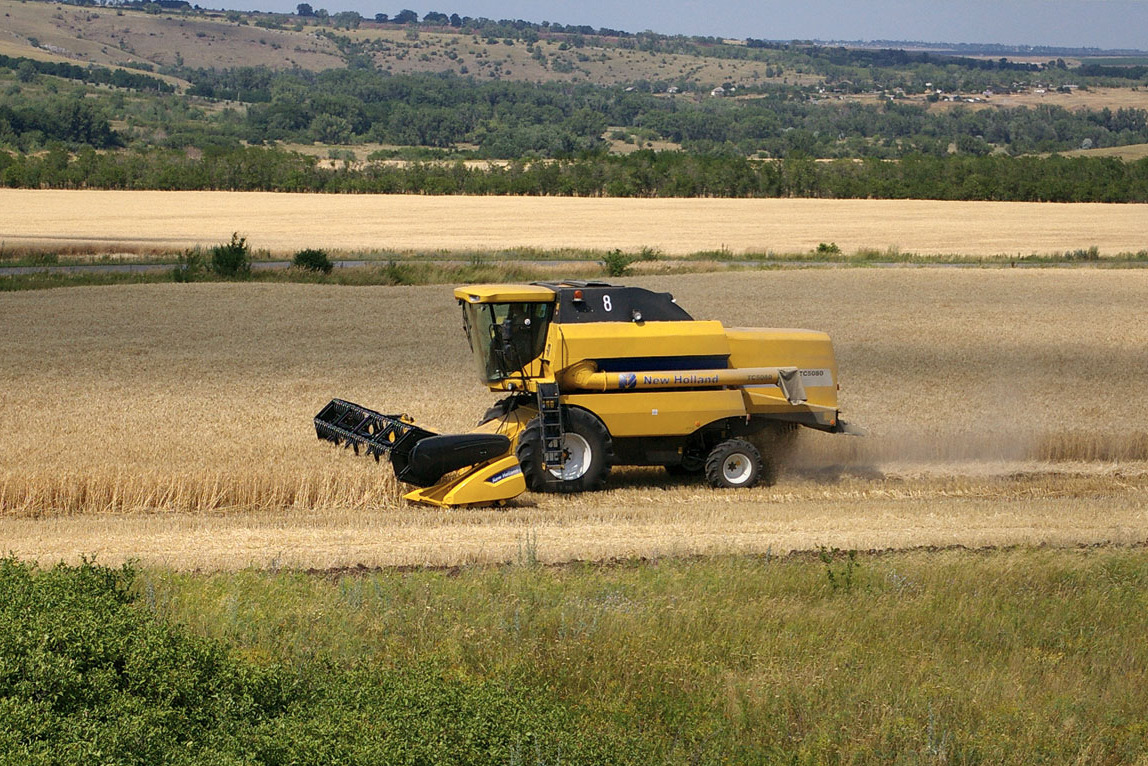
Збір пшениці під Білою Калитвою

У загальній структурі землі Ростовської області чорноземи складають майже 65 %.
Більше 60 % валової продукції сільського господарства області виробляється в галузях рослинництва. Першорядне значення в його структурі має зернове господарство, під яким зайнято близько половини посівних площ. Головна зернова культура — озима пшениця. Широко поширені посіви кукурудзи, рис а, проса, гречки та інших круп'яних культур, сої.
Провідною технічною культурою є соняшник. На промисловій основі створено садівництво і виноградарство. Великі площі зайняті під овочівництво.
У тваринництві господарства області спеціалізуються за наступними напрямками — молочному і м'ясному скотарству, вівчарства, конярства та птахівництва.

### Республіка Татарстан
Республіка входить до трійки лідерів серед інших регіонів Росії за обсягом сільськогосподарської продукції. В цілому за період січень-червень 2011 року реалізовано худоби і птиці в живій вазі 144,1 тис.тонн, вартістю 57,5 млрд рублів. Основний обсяг реалізації худоби та птиці в живій вазі припадає на муніципальні райони з переважно розвинутим сільським господарством — 68,8 %
Загальна посівна площа сільськогосподарських угідь на 2011 рік 3082,6 тис. гектарів.
Розміри посівних площ на 2011 рік:
| № | Культура          | Площа  |
| - | ----------------- | ------ |
| 1 | Зернові культури  | 1647,3 |
| 2 | Технічні культури | 242,7  |
| 3 | картопля          | 80,9   |
| 4 | овочі             | 12,2   |
| 5 | Кормові культури  | 1099,5 |

Поголів'я великої рогатої худоби на 1 березня 2013 року налічувало 1083,3 тис. голів, з нього корів — 402,6 тис. голів, поголів'я свиней склало 683,0 тис. голів, овець та кіз — 397,4 тис. голів, птиці — 15411,3 тис. голів.

### Саратовська область
Саратовська область традиційно є сільськогосподарським регіоном. За обсягом виробленої сільськогосподарської продукції область займає 10 місце серед російських регіонів.. Землі сільськогосподарського призначення 8417,6 тисяч гектарів. Особливістю Саратовської області є висока частка селянських (фермерських) господарств в загальному обсязі виробництва і посівних площ. Так, в 2009 рік у питома вага фермерських господарств у посівних площах області склав 45 %.
У лівобережних районах Саратовської області вирощується цінна пшениця з високим вмістом клейковини.

### Свердловская область
Згідно проведеного в 2006 році Всеросійського сільськогосподарського перепису на території Свердловської області знаходяться 829 сільськогосподарських організацій та 2178 селянських господарств та індивідуальних підприємців. З них в 2006 році здійснювали сільськогосподарську діяльність 513 організацій (в тому числі 312 великих і середніх) і 934 селянських господарства та індивідуальних підприємця. З 311,2 тис. особистих підсобних господарств виробництвом сільськогосподарської продукції займалися 87 % господарств.
Під урожай e 2006 hjws було засіяно 933,3 тис. гектарів, з них:
- Сільськогосподарськими організаціями — 778,4 тис. гектарів,
- Селянськими господарствами та індивідуальними підприємцями — 99,4 тис. гектарів,
- Господарствами населення — 55,6 тис. гектарів.

Поголів'я великої рогатої худоби в 2006 році становило 343,7 тисяч голів:
- 213 тис. голів в сільськогосподарських організаціях
- 12,9 тисяч — в селянських господарствах і у індивідуальних підприємців
- 117,8 тисяч голів в господарствах населення

Кількість птиці — 10,1 млн голів в організаціях і 0,6 млн — в селянських господарствах і у індивідуальних підприємців.

### Смоленська область
Провідна галузь сільського господарства — тваринництво (понад 55 % вартості продукції галузі) м'ясно-молочного напряму. Поголів'я великої рогатої худоби становить близько 725 тис. голів, в тому числі 290 тис. корів. Птахівництво концентрується на великих птахофабриках, розташованих у приміській зоні обласного центру (АТ «Сметанін», АТ «Пригорський», Дівінська птахофабрика). Поголів'я птиці в 2001 році склало 2912,9 тис. голів.
Сільськогосподарські угіддя області займають 1,75 млн га (1 % площі сільгоспугідь Росії) або 35,2 % території області. 1,3 млн га припадає на ріллю, в південних районах розораність досягає 70 %.
Рослинництво області спеціалізується на кормових (44 % посівних площ) і зернових (45 %) культурах, виробництві льону, картоплі та овочів. Під зерновими зайнято 165 тис. га.
Виробництво: молоко — 444,2 тис. т, м'ясо — 33 тис. т, яйця — 321 млн шт, м'ясо птиці — 2,7 тис. т, зерно — бл. 650 тис. т, картопля — 170 тис. т, овочі — близько 120 тис. т.
В цілому в 2001 році вироблено продукції на суму 7922,5 млн руб. У 2004 році — 10361,7 млн руб.

### Тверська область
Сільське господарство області спеціалізується на молочно-м'ясному скотарстві та льноводстве. Значно розвинені свинарство і птахівництво. Ведуться посіви жита, вівса, кормових культур; картоплі, овочів.
На початок 2002 року поголів'я худоби — 800,2 тис. голів, з них корів -. 1,3 тис., свиней -. 400,8 тис., птиці — 3374,5 тис. У 2001 році вироблено: м'яса (жива вага) — 600,8 тис. т, молока -100,5 тис. т, яєць — 0,5 млн шт.
Загальна площа сільгоспугідь складає 2434,6 тис. га, з них під ріллею більше 60 %. Посівна площа понад 898,9 тис. га (2001), з них під зерновими культурами зайнято 200,3 тис. га, льоном-долгунцом — 22,1 тис. га, картоплею — 49,2 тис. га і овочами — 10,6 тис. га.
У 2001 році вироблено: зерна — 206,4 тис. т, картоплі — 604,5 тис. т, льоноволокна — 10,2 тис. т. У 2004 році вироблено продукції на 11 331 млн руб.

### Тульська область
Сільськогосподарські угіддя займають 1740 тис. га (2001), або 68 % загальної площі регіону. Рілля займає тисячу чотириста шістдесят п'ять ТИС. га (84 % сільгоспугідь). У структурі посівних площ 54 % припадає на зернові.
Сільське господарство найбільш розвинене в південній лісостеповій частині регіону, тут поширене вирощування зернових (ячмінь, пшениця) і кормових культур, вирощування цукрового буряка, м'ясо-молочне скотарство і свинарство. У північних районах переважає молочно-м'ясне скотарство, вирощування кормових культур і картоплярство. Вогнищами отримали розвиток плодово-ягідне садівництво і овочівництво.
В 2006 рік у вироблено: молока — 145,9 тис. т; м'яса — 57,8 тис. т; яєць — 523,7 млн шт.; зерна — 819,0 тис. т; цукрового буряка — 316,1 тис. т; картоплі — 739,8 тис. т. У вартісній оцінці виробництво склало 17,8 млрд руб.

### Удмуртія
Сільськогосподарські угіддя займають до 50 % території республіки. У тваринництві переважають велика рогата худоба і свині, розлучаються вівці, домашня птиця. Вирощуються жито, пшениця, гречка, ячмінь, овес, просо, горох, кукурудза, соняшник, льон, ріпак, картопля, овочі, кормові культури.

### Ульяновська область
Ульяновська область — один з важливих аграрних регіонів Росії. В області розводять велику рогату худобу м'ясо-молочного напряму. Займаються птахівництвом, свинарством, вівчарством, кролівництвом, рибництвом. Провідне місце в рослинництві належить виробництву технічних культур (цукрові буряки) і картоплі, зернових (пшениця, ячмінь, жито, овес) і кормових (кукурудза, люцерна, соняшник) культур. В регіоні активно займаються садівництвом.

### Ярославська область
Тваринництво (велика молочний рогата худоба, розведення свиней, в Тетіївському, Большесельскому, Углицькому районах розвинене вівчарство овчинно-шубного напрямку, брейтовська порода свиней, навколо великих міст — Ярославля і Рибінська побудовані великі птахофабрики); рослинництво — переважання кормових культур, зернові культури, картопля, технічні культури, головна з яких льон, цикорій, овочі.

## Споживання
| Рік  | Картопля | Овочі та продовольчі баштанні культури | Фрукти і ягоди | М'ясо і м'ясопродукти в перерахунку на м'ясо | Молоко і молочні продукти в перерахунку на молоко | Яйця і яйцепродукти — штук | Цукор | Олія | Хлібні продукти (хліб і макаронні вироби в перерахунку на борошно, борошно, крупа і бобові) |
| ---- | -------- | -------------------------------------- | -------------- | -------------------------------------------- | ------------------------------------------------- | -------------------------- | ----- | ---- | ------------------------------------------------------------------------------------------- |
| 2013 | 111      | 109                                    | 64             | 75                                           | 248                                               | 269                        | 40    | 13,7 | 118                                                                                         |
| 2012 | 111      | 109                                    | 61             | 74                                           | 249                                               | 276                        | 40    | 13,7 | 119                                                                                         |
| 2011 | 110      | 106                                    | 60             | 71                                           | 246                                               | 271                        | 40    | 13,5 | 119                                                                                         |
| 2010 | 104      | 101                                    | 58             | 69                                           | 247                                               | 269                        | 39    | 13,4 | 120                                                                                         |
| 2009 | 112      | 102                                    | 55             | 66                                           | 244                                               | 260                        | 37    | 13,0 | 118                                                                                         |
| 2008 | 111      | 99                                     | 53             | 66                                           | 242                                               | 252                        | 39    | 12,7 | 119                                                                                         |
| 2007 | 108      | 93                                     | 51             | 61                                           | 240                                               | 255                        | 39    | 12,7 | 120                                                                                         |
| 2006 | 110      | 90                                     | 48             | 58                                           | 237                                               | 256                        | 39    | 12,5 | 121                                                                                         |
| 2005 | 109      | 87                                     | 46             | 55                                           | 234                                               | 250                        | 38    | 12,1 | 121                                                                                         |
| 2004 | 108      | 85                                     | 43             | 54                                           | 232                                               | 243                        | 37    | 11,6 | 119                                                                                         |
| 2003 | 109      | 84                                     | 39             | 52                                           | 231                                               | 246                        | 36    | 11,0 | 120                                                                                         |
| 2002 | 106      | 80                                     | 39             | 50                                           | 227                                               | 244                        | 36    | 10,5 | 121                                                                                         |
| 2001 | 109      | 81                                     | 35             | 47                                           | 219                                               | 235                        | 35    | 10,4 | 120                                                                                         |
| 2000 | 109      | 79                                     | 32             | 45                                           | 215                                               | 229                        | 35    | 9,9  | 117                                                                                         |
| 1999 | 108      | 79                                     | 27             | 45                                           | 214                                               | 221                        | 34    | 9,3  | 119                                                                                         |
| 1998 | 114      | 74                                     | 30             | 48                                           | 220                                               | 217                        | 33    | 8,8  | 117                                                                                         |
| 1997 | 122      | 76                                     | 33             | 50                                           | 230                                               | 211                        | 33    | 8,4  | 118                                                                                         |
| 1996 | 123      | 74                                     | 31             | 51                                           | 233                                               | 208                        | 33    | 8,0  | 118                                                                                         |
| 1995 | 124      | 76                                     | 29             | 55                                           | 254                                               | 216                        | 32    | 7,5  | 122                                                                                         |
| 1994 | 123      | 68                                     | 28             | 57                                           | 281                                               | 238                        | 31    | 6,7  | 124                                                                                         |
| 1993 | 127      | 71                                     | 29             | 59                                           | 294                                               | 251                        | 31    | 7,0  | 123                                                                                         |
| 1992 | 118      | 77                                     | 32             | 60                                           | 282                                               | 263                        | 30    | 6,7  | 125                                                                                         |
| 1991 | 113      | 86                                     | 35             | 69                                           | 347                                               | 288                        | 38    | 7,8  | 121                                                                                         |
| 1990 | 106      | 89                                     | 35             | 75                                           | 387                                               | 297                        | 47    | 10,2 | 120                                                                                         |

## Експорт
У 2014 році експорт російської продукції агропромислового комплексу зріс на 14 % до 19,1 мільярда доларів, а імпорт знизився з 45 до 40,9 мільярда доларів.

### Експорт зернових
Росія знаходиться на третьому місці в світі (після США і Євросоюзу) з експорту зернових. При цьому Росія імпортує незначну кількість високоякісного зерна. Обсяг цього імпорту не перевищує одного відсотка від загального обсягу збору.
Експорт зерна з Росії в 2015 р склав 31 млн т. Раніше, в серпні 2014 року, на тлі рекордного врожаю (понад 110 млн тонн) Росія побила історичний рекорд за щомісячним експорту зерна (4 млн 667 тис. т.).
Найбільшими ж покупцями російського зерна є Єгипет, Туреччина і Саудівська Аравія. Також Росія поставляє зерно до Бразилії, Австралії і Сінгапуру.
У 2014 році Еквадор підписав угоду про закупівлі пшениці в Росії з метою створити альтернативу закупівель з Канади. Всього в 2014 році Росія збільшила експорт пшениці на 60 %.
Американські фермери незадоволені: російське зерно витісняє американське. Частка Росії в міжнародній торгівлі зерном постійно зростає, причому, що характерно, саме за рахунок частки США. Так, наприклад, в 2015 році Росія фактично відібрала у Штатів ринок Єгипту, найбільшого в світі імпортера пшениці.

### Інший експорт
Експорт російської олії становить приблизно 25 % від обсягів виробництва, тобто до 1 мільйона тонн на рік.
Експорт м'яса з Росії за 2014 рік зріс на 30 % до 85 тисяч тонн.
Росія експортує також ряд ексклюзивних сільгосппродуктів. Крім знаменитої на весь світ російської ікри, експортується чимало меду. Так, Башкирія в грудні 2014 року уклала угоду про масштабні постачання меду в Китай — до 300 тонн липового, гречаного і квіткового меду за загальну суму 3 мільярди рублів на рік.

## Великі проекти у сільському господарстві (станом на 2015 рік)
Агротехнопарк «АгроДагІталія», Дагестан
Будується з 2012 р на основі італійських агротехнологічних модулів комплекс повинен бути остаточно введено в дію до 2022 року. Першу чергу запустили в 2013 р. В рамках проекту передбачено розвиток практично всіх галузей сільського господарства і пов'язаних з ним виробництв: виробництва насіння різних культур, елеватора, молочного та м'ясного скотарства, вівчарського та птахівничого комплексів, м'ясокомбінату, молокозаводу, заводу з виробництва овочевих і фруктових наповнювачів, заводу по виробництву біодизеля і біоетанолу і тощо. Вартість проекту 14 млрд рублів.
Тепличний комплекс ТОВ «Агро-Інвест», Калузька область
Сума інвестицій в проект найбільшого в Росії тепличного комплексу складе орієнтовно 13 мільярдів рублів. Даний проект — це перший резидент ОЕЗ «Людиново». Площа комплексу складе близько 238 га, а потужність — 70 тисяч тонн овочів на рік. Буде створено близько 1200 робочих місць.
Птахівницький кластер «Агросила», Набережні Човни
«Агросила» створює найбільший в Росії птахівничий кластер загальної виробничої потужністю 220 000 тон м'яса птиці і 128 мільйонів інкубаційних яєць на рік. У структуру кластера увійдуть виробничі майданчики «Човни-Бройлер», технополіс «Чулман», а також племрепродуктор першого порядку. Загальний обсяг інвестицій досягне 14 мільярдів рублів, на проектну потужність комплекс вийде в 2018 році.
Свинокомплекси «Агроеко» у Воронезькій області
У Воронезькій області група компаній «Агроеко» реалізує дуже великий проект по створенню свинарського виробництва. На першому етапі вартістю 5,8 млрд рублів, завершеному в 2012—2013, Було побудовано три свинокомплекси загальною виробничою потужністю 42 тис. голів на рік. У початку 2013 року розпочався другий етап проекту вартістю 18 млрд рублів, що включає будівництво семи свинокомплексів загальною виробничою потужністю 90 тис. т свинини в рік, а також двох комбікормових заводів виробничою потужністю 230 тис. тонн кормів на рік кожен з елеваторами на 90 тис. тонн зернових в складі кожного заводу. html[недоступне посилання з липня 2019] Один з комбікормових заводів був введений в дію в обсязі першої черги вартістю 1,7 млрд рублів в липні 2015 року.
Свинокомплекси ВАТ «Аріант», Челябінська область
В Увельському районі Челябінської області компанією ВАТ «Агрофірма» Аріант «будуються три свинокомплекси потужністю по 50 тис. голів, ще один свинокомплекс -» Каменський "- вже побудований. Загальна вартість створення цих свинокомплексів, будівництва м'ясопереробного і консервного заводів, реконструкції діючого Красногорського свинокомплексу і комбікормового заводу, а також прокладання доріг повинна скласти 15 млрд рублів.
Кластер «Біокомплекс», м Омськ
В Омську компанією «Титан» створюється територіально-галузевого кластеру «Біокомплекс» — комплекс виробництв з глибокої переробки вуглеводневої та рослинної сировини. Обсяг інвестицій в проект до 2020 року складе 43,4 мільярда рублів. В рамках кластера вже працює свинарський комплекс (2011 рік, потужність — 100 тис. голів на рік), завод з виробництва поліпропілену «поліоми» (2013 рік, потужність — 210 тис. т поліпропілену в рік), комбікормовий завод (2015 рік, потужність — 125 тис. т в рік). Найбільшим об'єктом кластера (якірним виробництвом) стане завод по глибокій переробці зерна, розрахований на обсяги переробки до 1 млн. Зернових на рік. Продукція, яку зможе випускати завод: крохмаль, клейковина, амінокислоти (лізин і треонін), біоетанол, кормові дріжджі та ін. В рамках кластера передбачається будівництво індустріального парку, в якому розмістяться підприємства малого і середнього бізнесу, що випускають продукцію з високою доданою вартістю (композитні матеріали, упаковку, одноразовий посуд, поліпропіленові труби і т. д.). У кластер залучені вузи і НДІ, що готують кадри для виробництв та провідні з фахівцями АТ «ГК» Титан "спільні наукові розробки в сфері переробки зернових.
Великолукський свинарський комплекс, Псковська область
Найбільший інвестиційний проект Північно-Західного федерального округу в області тваринництва, спрямований на забезпечення сировиною Великолукського м'ясокомбінату в Псковській області. Вартість 50 млрд рублів. В рамках проекту до 2013 року відкрита вже сьома чергу свинокомплексу, поголів'я перевищила 480 тис. голів, планується довести його до більш ніж 1 млн голів. Крім свинокомплексу буде побудований комбікормовий завод з елеватором в місті Невель, птахофабрика в Красноградському і ферма з вирощування великої рогатої худоби в Усвятському районі Псковської області. Все це дозволить Великолукському м'ясокомбінату відмовитися від імпортного м'яса в виробничому циклі.
Тепличний комплекс ТОВ «Дагагрокомплекс», Дагестан
Тепличний комплекс в Тарумовском районі Дагестану загальною площею 200 гектарів. У комплексі буде вирощуватися розсада цукрового буряка та інші овочі. Будівництво почалося в 2011 р Інвестиції складуть близько 19 млрд рублів.
Спеціалізований риборозплідний завод рослиноїдних риб, Адигея
У Теучежському районі створюється рибоводний комплекс з розведення риб осетрових порід методом замкнутого водоспоживання. Об'єкт розміститься на території 580 гектарів і включатиме все необхідне для повного циклу виробництва — від вирощування малька до обробки риби. Обсяг інвестицій складе 40 млрд рублів, термін виходу комплексу на проектну потужність — 10 років. Рибозавод зможе виробляти щорічно 2 тис. т чорної ікри і 120 тис. т м'яса риби і забезпечить близько 2,5 тис. Робочих місць. Запланований запуск першої черги — весна 2016 року.
Свинокомплекси «Аріант-Сибір» в Кемеровській області
Проект компанії «Аріант» по будівництву в Новокузнецьку і Новокузнецькому районі агрокомплексу зі свинокомплексами на 270 тис. голів свиней потужністю 45 тис. Т м'яса на рік, комбікормовим заводом, сушильно-сортувальних комплексом з елеватором, племрепродуктором, станцією штучного осіменіння, біозавод з переробки відходів, забійним цехом, м'ясокомбінатом і роздрібною мережею на 300 магазинів. Вартість проекту понад 10 млрд рублів, термін реалізації до 2020 р. Буде створено понад 3000 робочих місць.